# Histoire du sionisme
Le sionisme est un mouvement politique nationaliste fondé sur un sentiment national juif, apparu au XIXe siècle, et qui entend permettre aux Juifs d'avoir un État en Palestine, qui était dans l'Antiquité la Terre d'Israël, considérée comme son berceau historique.
Le sionisme s’appuie sur la redéfinition de l’identité juive en termes nationaux, dans un contexte marqué par l’émancipation, le nationalisme européen et la montée de l’antisémitisme. Issu d’un héritage religieux plurimillénaire centré sur Sion, il prend forme à travers divers courants — laïques, religieux ou socialistes — et conduit, en 1948, à la création de l’État d’Israël.

## Les origines du sionisme
L’aspiration au retour en Terre d’Israël s’enracine profondément dans l’histoire et la tradition juives, bien avant l’émergence du sionisme politique moderne. Dès l’Antiquité, à la suite de l’exil babylonien puis de la destruction du Second Temple, le désir de retourner à Sion devient un élément central de la conscience collective juive. Cette espérance, à la fois spirituelle et nationale, irrigue la liturgie, les prières quotidiennes et les textes fondamentaux du judaïsme, et se perpétue tout au long du Moyen Âge jusqu'à nos jours.
Ainsi pour l'historien André Néher « Le judaïsme est lié à la Terre d’Israël par une fidélité essentielle, non pas comme à une patrie parmi d’autres, mais comme à un lieu de vocation spirituelle et historique. L’exil n’est pas la condition naturelle d’Israël, il est la tension qui prépare le retour . » 
L'apparition d'une revendication politique à la création d'un État juif prend également racine dès le XVIe siècle dans la pensée eschatologique de mouvements protestants qui aspirent à un retour en masse des juifs en Terre Sainte. Cette idéologie perdura à travers les siècles et structure toujours la pensée des chrétiens évangéliques américains.
britanniques et français
Ce n’est qu’au XIXe siècle, dans un contexte de montée des nationalismes, de persécutions récurrentes et de redéfinition des identités collectives en Europe, que cette aspiration plurimillénaire se transforme en projet politique concret. Des penseurs comme Moses Hess, dans Rome et Jérusalem (1862), appellent à la renaissance d’une nation juive sur sa terre ancestrale, dans la lignée d’une continuité historique bien plus ancienne que ne le laisse entendre la seule modernité.
Cette perspective sera reprise et systématisée par Theodor Herzl, qui, dans Der Judenstaat (1896), propose la création d’un État juif comme seule solution durable à la condition juive en Europe. Ensemble, ces deux auteurs marquent le passage d’un messianisme d’attente à un nationalisme d’action.

### Sionisme juif, Eretz Israel

#### Le retour à Sion
Le retour à Sion fait référence au retour en terre d'Israël des Israélites exilés à Babylone. Ce concept de retour en terre d'Israël apparaît pour la première fois dans la Torah avec l'Exode des esclaves depuis l'Égypte.

#### La destruction du royaume juif dans l'antiquité
Le dernier État juif indépendant, le royaume hasmonéen de Judée, perd son autonomie en 63 avant notre ère, lorsqu’il devient un protectorat de Rome. Après la mort d’Hérode le Grand en 4 avant notre ère, ce territoire est intégré comme simple province à l’Empire romain.
Les grandes révoltes juives contre Rome (guerres judéo-romaines— celle de 66 à 73, puis celle de 132 à 135)  entraînent des conséquences démographiques et politiques majeures : massacres, exils, déportations et ruine des structures communautaires. La Judée est dévastée, Jérusalem détruite et rebaptisée Aelia Capitolina, et l’accès à la ville interdit aux Juifs.
Au fil des siècles suivants, la population juive de Palestine devient minoritaire, notamment en raison des conversions successives au christianisme byzantin, puis à l’islam après la conquête arabe au VIIe siècle. Tandis que la diaspora s’étend, les Juifs restés sur place survivent en petit nombre, souvent marginalisés.

Dès lors, la majorité du peuple juif vit hors de sa terre ancestrale. Ce déracinement prend, dans la conscience juive, le nom de Galout (exil), perçu non comme une simple dispersion géographique, mais comme une fracture historique et spirituelle. De ce sentiment naît l’espérance religieuse du retour, ou aliyah, qui irrigue la liturgie et la tradition rabbinique jusqu’à l’époque moderne.

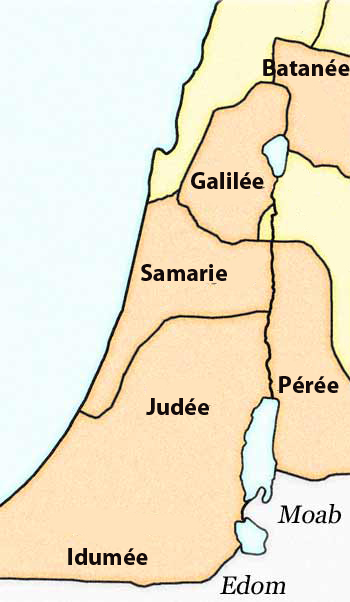
Les provinces du royaume d'Hérode Ier le Grand, sous protectorat romain, vers -25.

#### L’espérance religieuse et les tentatives de restauration d’Israël avant l’époque moderne (70–XVIIIe siècle)

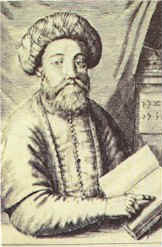
le « Messie » Sabbataï Tsevi, qui promettait le retour des Juifs en terre d'Israël - 1666.

##### L’aspiration juive au retour en Terre d’Israël (Ier–XVIIIe siècle): entre messianisme, réalités politiques et continuité spirituelle

###### Après la destruction du Second Temple (70 ap. J.-C.)
La destruction du Second Temple par les Romains  (70 ap. J.-C) marque le début d’une dispersion prolongée. L’espérance du retour à Sion devient un pilier de l’identité juive, exprimée dans la liturgie, les prières et les textes rabbiniques. Elle s’associe à l’attente d’un Messie rédempteur chargé de restaurer Israël et le Temple.

###### Révolte de Bar Kochba (132–135)
Reconnu comme Messie par le rabbin Akiva, Simon Bar Kochba mène une révolte contre Rome. L’échec sanglant de cette tentative entraîne une répression féroce et renforce l’idée d’un exil sans fin jusqu’à l’intervention divine.

###### Le cas de Néhémie ben Hushiel (614)
En 614, dans le cadre de la guerre byzantino-sassanide, les Juifs soutiennent l’armée perse. Dirigées par Néhémie ben Hushiel et Benjamin de Tibériade, les forces juives prennent Jérusalem. Néhémie y établit un gouvernement temporaire, entreprend la reconstitution du sacerdoce et prépare la reconstruction du Temple — une initiative perçue comme messianique. Après quelques mois, une révolte chrétienne provoque sa mort et celle de son conseil. C’est la dernière tentative pré-moderne d’autonomie juive à Jérusalem.

###### Pèlerinages et figures spirituelles (XIe–XIVe siècles)
Le XIe siècle voit se développer des pèlerinages vers Jérusalem en particulier depuis le monde musulman, où vit la majorité de la population juive mondiale apparaît « la coutume juive du pèlerinage à Jérusalem, attestée par de nombreux poèmes d'amour adressés à "Sion", qui montre la naissance d'une équivalence juive au pèlerinage musulman à la Mecque, mais aussi au pèlerinage chrétien en Terre sainte », écrit l'historien israélien Youval Rotman. Juda Halevi (1085–1141), poète et philosophe, sublime Sion dans ses Sionides et entreprend un voyage vers la Terre sainte, qu'il n'atteindra jamais.
Yehiel de Paris migre au XIIIe siècle à la suite de après la disputation de Paris , suivi par Nahmanide au XIVe, qui s’installe à Jérusalem après la disputation de Barcelone.
Au XVIe siècle, la ville de Safed devient un centre kabbalistique important, et Jérusalem, Tibériade et Hébron restent des villes à forte population juive.

###### Premiers projets de restauration politique (XVIe siècle)
Fuyant l’Inquisition, Gracia Nasi et son neveu Joseph Nasi, comte de Naxos, œuvrent à rétablir une présence juive à Tibériade sous l’égide ottomane. Le projet, soutenu par le sultan Soliman, vise à faire de la ville un refuge pour les Séfarades,. En outre, Jérusalem et Hébron restent des buts de pèlerinage.

###### Messianismes modernes (XVIe–XVIIe siècles)
L’aspiration au retour en Terre sainte, ancrée dans la liturgie (« L’an prochain à Jérusalem » prononcé à de nombreuses occasions liturgiques), connaît au début de l’époque moderne plusieurs tentatives d’incarnation messianique.
En 1160, David Alroy, mène une révolte juive dans la région du Kurdistan visant à libérer Jérusalem et y récréer un royaume.
David Reuveni, dans les années 1520, se présente comme prince d’un royaume juif oriental et sollicite l’appui des cours chrétiennes pour restaurer la souveraineté juive en Palestine. Son projet, bien que pris au sérieux par certains interlocuteurs, demeure sans suite.
Au XVIIe siècle, Sabbataï Tsevi rassemble un vaste mouvement messianique à l’échelle du monde juif, avant de renier publiquement sa mission en 1666, sous la contrainte du pouvoir ottoman. Son apostasie provoque un traumatisme durable.
D’autres figures, telles que Jacob Frank ou Judah ben Shalom, tenteront à leur tour de donner forme à cette espérance, mêlant messianisme et contestation de l’ordre rabbinique établi.

###### Vers une rupture moderne: Spinoza et la pensée de l’émancipation (XVIIe siècle)
Au XVIIe siècle, Baruch Spinoza, dans son Traité théologico-politique (1670), redéfinit l’identité juive en dehors du cadre religieux. Il affirme la persistance historique du peuple juif et réfléchit aux conditions politiques d’une existence nationale, anticipant certaines thèses sionistes modernes,.

###### Vagues de retours religieux (XVIIIe siècle)
Avec le temps, une partie des rabbins  développent une interprétation s'opposant en pratique à la recréation d'un royaume juif, seul le Messie pouvant le recréer.[réf. nécessaire]
Le Talmud (Ketoubot 111a) évoque trois serments divins : Israël ne doit ni "monter en muraille" — c’est-à-dire retourner collectivement en Terre d’Israël — ni se révolter contre les nations ; en retour, les nations ne doivent pas opprimer Israël outre mesure. Ces injonctions, souvent interprétées comme un frein à toute initiative politique prématurée, ont toutefois donné lieu à des lectures variées.
Au XIe siècle, Rachi les commente sans en faire une interdiction normative, Maïmonide (1135–1204), dans le Mishné Torah, n’y fait aucune référence, signe que leur portée normative n’est pas universellement reconnue.
Dès le XVIe siècle, toutefois, le Maharal de Prague (Rabbi Loew) développe une pensée dans laquelle le peuple juif est conçu comme une entité nationale intrinsèquement liée à sa terre et à sa loi. Dans Netzah Yisrael, il affirme que l’exil est un état anormal de dislocation, et que le retour à Sion constitue non pas un miracle ponctuel, mais l’accomplissement naturel de la vocation historique d’Israël. Sa pensée, sans appeler directement à un retour actif, contribue à poser les fondements théoriques d’une souveraineté juive future en Terre d’Israël.
Plus tard, rabbi Yehouda Hay Alkalay (1798–1878), l’un des précurseurs du sionisme religieux, les relit comme des symboles à ne pas absolutiser : selon lui, le retour peut s’opérer progressivement, avec le concours des nations et sans attendre passivement l’avènement messianique.
De manière concomitante, au XVIIIe siècle, plusieurs figures religieuses entreprennent des aliyot vers la Terre d’Israël, en dehors de toute visée politique formelle mais dans une logique d’anticipation spirituelle du salut : Judah heHassid (en) qui conduit 1300 Juifs vers Jérusalem, dont 500 périssent en cours de route, Menachem Mendel de Vitebsk (1777) avec ses 300 disciples ainsi que les disciples du Gaon de Vilna réaffirment, par leur installation, un attachement concret à la terre ancestrale. Ces mouvements s’inscrivent dans une dynamique de piété active, qui amorce la transition vers une vision plus incarnée du retour à Sion.

### Naissance d'un nationalisme juif

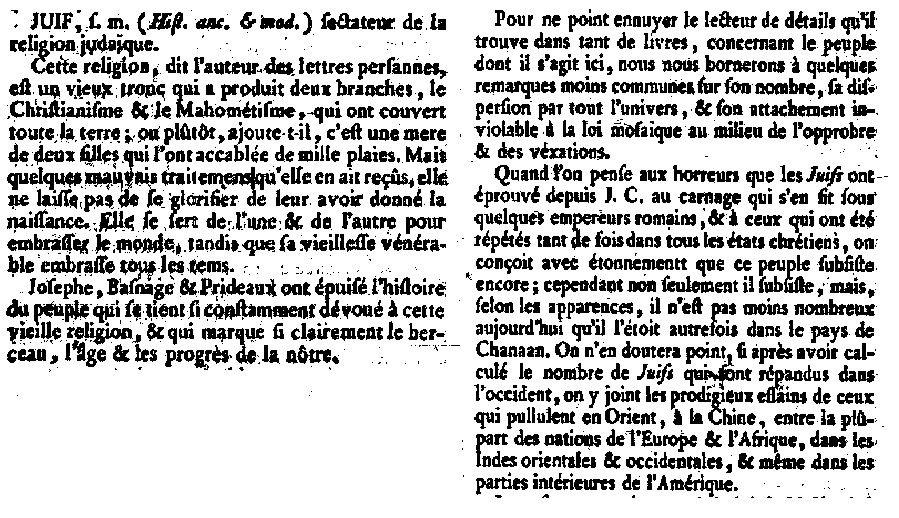
Le début de l'article Juif dans l’Encyclopédie.

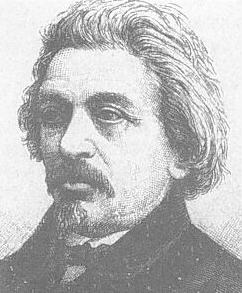
Moses Hess.

La théorie d'un peuple juif homogène traversant les siècles et remontant à la Bible se structure sous l'influence du nationalisme du XIXe siècle. Elle est redéfinie dans un sens moins religieux, et plus centrée sur une identité historique, ethnique et culturelle.
Avec le XVIIIe siècle, l'esprit des Lumières donne naissance aux concepts de peuple et de nation, définis par leur identité - par opposition à la notion de royaume, défini par son souverain et ses frontières (et souvent par sa religion). L'article Juifs de l'Encyclopédie de D'Alembert et Diderot évoque les horreurs subies par le peuple juif.
Le nationalisme se répand dans toute l'Europe au cours du XIXe siècle. Il attire particulièrement les populations occupées par un autre état, ou divisées en plusieurs états, par exemple l'Allemagne et l'Italie, ainsi que les populations occupées de la Pologne, de l'Irlande ou de la Hongrie. Inévitablement, l'idée nationaliste finit par toucher une autre population européenne privée d'état et de territoire : les Juifs. Sous l'influence du nationalisme, l'identité juive est redéfinie dans un sens moins religieux, et plus centrée sur une identité historique, ethnique et culturelle.
Au cours du XIXe siècle, la lecture messianique qui préconisait la libération politique d'Israël par un roi-messie recule à mesure que les populations juives se laïcisent. Cette lecture messianique réactivée au XVe siècle par Isaac Abravanel à la suite de l'expulsion des Juifs d'Espagne cède ainsi du terrain – tout en s'y adaptant - face à des idéologies "modernes": socialisme, libéralisme, rationalisme et nationalisme.
À partir des années 1860, des personnalités juives encouragées par le nationalisme européen du XIXe siècle, expriment leur désir d'établir une patrie juive en terre d'Israël. Parmi ceux-ci, le rabbin Yehouda Hay Alkalay, le rabbin Zvi Hirsch Kalischer, Moses Montefiore, Mordecaï Manuel Noah et Leon Pinsker.
Une des premières manifestations nationalistes est la rédaction du livre « Rome et Jérusalem - La Dernière Question Nationale », par Moses Hess en 1862 : impressionné par le succès de l'unité italienne, l'auteur y appelle à la création d'un État juif socialiste.
En 1869, l'Alliance israélite universelle crée l'école agricole de Mikvé-Israël près de Jaffa, à l'instigation de Charles Netter, un de ses fondateurs. De cette école vont sortir des générations d'agriculteurs juifs. Il y aura quelques autres initiatives dans les années 1870, montrant un intérêt croissant pour la terre d'Israël.

### Sionisme protestant

#### En Angleterre
L'aspiration à un retour en masse des juifs en Terre Sainte, pour qu'ils se convertissent au christianisme et précipitent ainsi la seconde venue du Christ, se manifeste au Royaume-Uni dès 1621 dans un texte de Henry Finch (en), The World's Great Restauration or Calling of the Jews (1621) — avant même que Cromwell n'autorise leur retour en 1656, étant bannis depuis le 13e siècle.
Dans le discours politique britannique, l'idée d'une restauration des Juifs sur la Terre d'Israël apparaît au début du 19e siècle. Dès 1838 la Grande-Bretagne ouvre un consulat à Jérusalem, et l'année suivante l'Église d'Écosse engage une réflexion sur la condition des Juifs en Europe qui aboutit à la publication d'un Mémorandum aux monarques protestants d'Europe pour la restauration des Juifs en Palestine. En août 1840, Le Times rapporte que le gouvernement britannique étudie la possibilité d'une telle restauration. En 1841-42 Moïse Montefiore entretient une correspondance avec le consul britannique à Damas, Charles Henry Churchill, contenant ce qui paraît être le premier projet enregistré de sionisme politique,.
En 1847, Lord Lindsay écrit que « le sol de la Palestine… n'attend que le retour de ses enfants bannis pour s'industrialiser et développer ses capacités agricoles, afin qu'éclate une fois de plus sa luxuriance et qu'elle redevienne ce qu'elle était au temps de Salomon ». Il témoigne que Benjamin Disraeli, chancelier de l'Echiquier en 1852, avait alors un plan pour restaurer la nation juive en Palestine,, et 26 ans plus tard, en 1877, dans un article intitulé La Question Juive est le Graal de l'Orient, Disraeli prévoyait que les cinquante prochaines années verraient un million de Juifs résidant en Palestine sous direction britannique.

#### En Suisse
D'autres protestants européens défendaient l'idée du sionisme, comme l'atteste, l’action d'un grand-père de Carl Gustav Jung, Samuel Preiswerk (1799-1871). Une biographe du célèbre psychanalyste suisse, Deirdre Bair, écrit : « Samuel Preiswerk est considérée aujourd'hui comme un précurseur du sionisme : il estimait que la Palestine devait être cédée aux Juifs pour devenir la patrie de la nation juive. À Bâle, cité réputée pour son opposition profonde à toutes les questions juives et pour son antisémitisme atavique, Preizwerk défia ouvertement le statu quo en se faisant le défenseur de cette idée impopulaire. »). Elle précise : « Ce n'est donc pas un hasard si le premier congrès sioniste se tint à Bâle en 1897 [...]  Theodor Herzel rendit hommage à la mémoire de [...]  Samuel Preizwerk en le présentant, comme "précurseur du sionisme » (p. 991 de la biographie citée en note)

#### Aux États-Unis
Les colons calvinistes s'identifient avec l'Israël biblique et ont tendance à se comparer aux Hébreux fuyant les persécutions vers une terre promise pour fonder une nouvelle Jérusalem. Par exemple les dirigeants américains, Thomas Jefferson, Benjamin Franklin et John Adams, proposent comme sceau officiel des États-Unis, les Hébreux traversant la mer rouge. Des indépendantistes veulent faire de la langue hébraïque, la langue nationale et elle était langue obligatoire et prérequis dans les universités américaines jusqu'au XVIIIe siècle.
En 1814, John McDonald publie un travail sur le chapitre XVIII d'Issaiah, révélant le rôle des Américains dans la restauration des Juifs.
La thèse de la conversion des juifs en Terre Sainte est notablement reprise par le prédicateur John Nelson Darby dans sa notion de dispensationalisme et au moyen d'une lecture littérale de versets bibliques (Genèse 15, 18-21). Cette école de pensée restaurationniste et prémillénariste est aussi véhiculée dans les annotations de la Scofield Reference Bible (en) (éditée dès 1908 et diffusée à près de deux millions d'exemplaires en 1943),.
En 1891, William Blackstone présente au président américain une pétition pour la restauration des Juifs en Palestine signée par 400 personnalités dont John Rockefeller.
Bien que l'objectif des "sionistes chrétiens" ne soit pas le même que celui des Juifs sionistes (puisqu'il implique à terme la conversion de ces derniers), ce courant de pensée représente un soutien fervent aux sionistes les plus radicaux en matière de "Grand Israël" (Israël dans ses frontières bibliques, incluant les territoires palestiniens). Il explique en partie l'attitude très passive des gouvernements américains (au moins républicains, dont il influence certains élus) face aux colonies israéliennes et la politique de Donald Trump vis-à-vis d'Israël.

#### En France
Au XVIIIe siècle, Jean-Jacques Rousseau, dans le prolongement de sa réflexion sur la souveraineté populaire et les fondements d’un corps politique authentique, avance que le peuple juif, privé de territoire, ne peut redevenir pleinement lui-même qu’en retrouvant une assise nationale. Dans une lettre adressée à l’abbé de Saint-Pierre, il affirme qu’une telle restauration conditionne la possibilité, pour les Juifs, de reprendre leur rôle moral et spirituel dans l’histoire de l’humanité. Cette intuition, marginale dans son œuvre mais porteuse, anticipe certaines justifications modernes du sionisme, qui associent régénération nationale et mission universelle. Près d’un siècle plus tard, cette idée ressurgit dans un contexte intellectuel et politique favorable à la redéfinition des identités collectives.
En 1860, l’écrivain et conseiller de Napoléon III, Ernest Laharanne, publie un pamphlet intitulé La Nouvelle Question d’Orient : Empires d’Égypte et d’Arabie – Reconstitution de la nationalité juive, dans lequel il propose la création d’un État juif en Palestine, entre Suez et Smyrne. Défenseur du principe des nationalités, cher à Napoléon III, Laharanne plaide pour une restauration politique des Juifs avec une ferveur romantique.
Son œuvre fut en partie reprise et commentée par Moses Hess dans Rome et Jérusalem (Lettre XI), contribuant à la diffusion des idées proto-sionistes dans l’espace intellectuel européen.

### L'antisémitisme européen

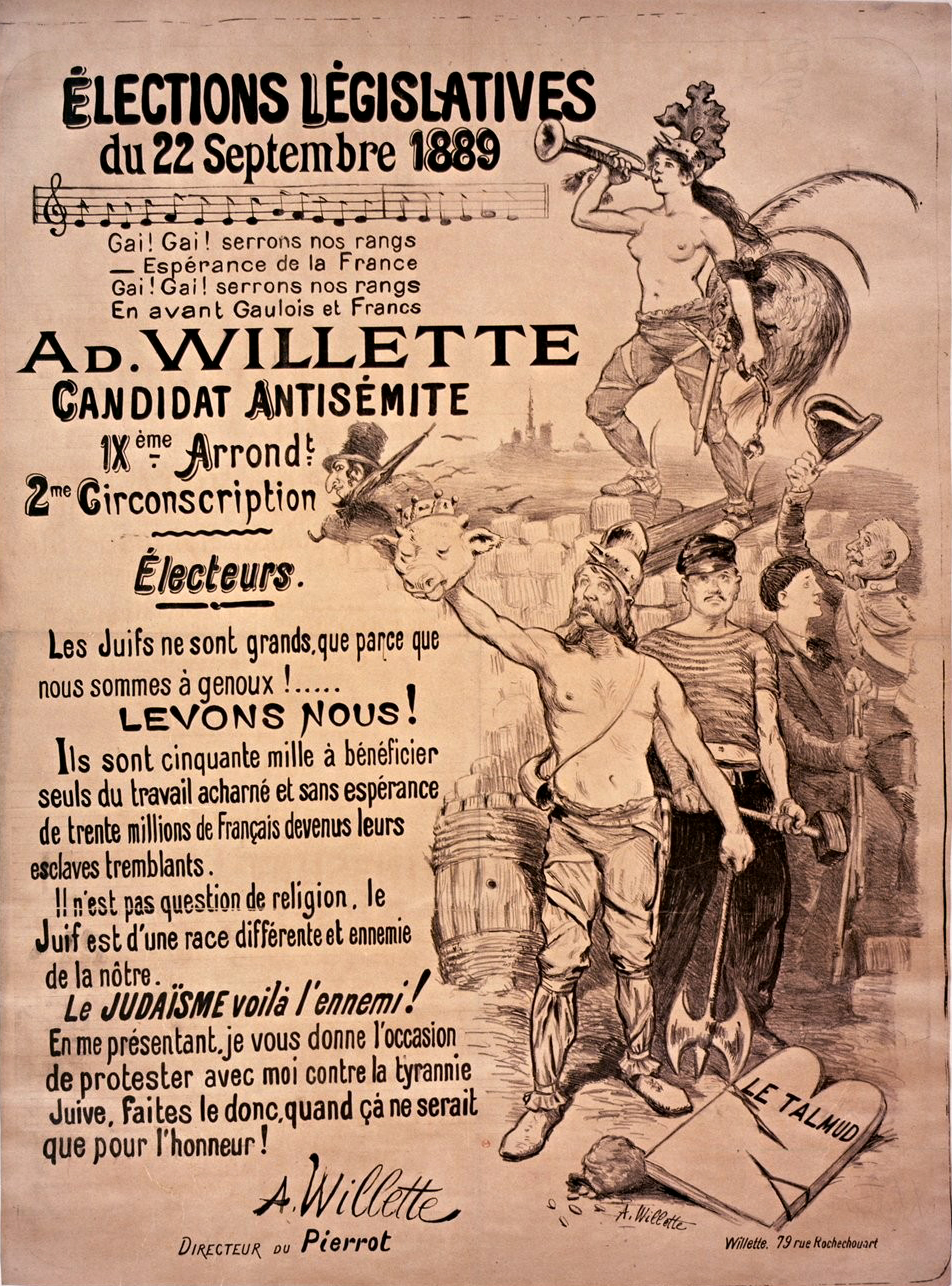
Affiche antisémite française de 1889 - cliquer pour agrandir.

Une attitude hostile aux Juifs n'est pas nouvelle. Pour les chrétiens, les Juifs avaient fait crucifier Jésus, et surtout refusé la nouvelle religion.
En 1873, une nouvelle terminologie apparaît : l'antisémitisme. Le mot est dû à un journaliste de Hambourg, Wilhelm Marr. L'antisémitisme se veut une idéologie nationaliste et laïque « moderne », rejetant les Juifs non plus pour des raisons religieuses, mais parce qu'ils sont un peuple sémite moyen-oriental inassimilable en Occident. Au-delà de cette innovation, les préjugés traditionnels chrétiens contre les Juifs sont largement repris. L'antisémitisme et l'hostilité aux Juifs se répandent largement autour des grandes concentrations juives d'Europe orientale.
En 1881, des pogroms sanglants se produisent dans l'empire tsariste contre les Juifs. Selon la thèse de Léo Pinsker exprimée dans son ouvrage « Auto-émancipation » publié en 1882, ce serait l'intégration progressive des Juifs dans la vie moderne qui aurait provoqué ces événements : les Juifs n'étaient pas aimés mais ne gênaient guère quand ils vivaient à part. À compter de leur assimilation progressive dans le monde moderne, ils deviennent des concurrents directs et beaucoup plus visibles.
Beaucoup d'entre eux en concluent qu'il n'y a pas d'avenir pour les Juifs en Europe orientale. C'est le début d'un grand mouvement d'émigration qui mènera 4 millions de Juifs d'Europe orientale à quitter cette région entre 1880 et 1931. La plus grande masse ira en Amérique du Nord, mais d'autres iront en Europe occidentale, en Amérique du Sud, et même en Palestine.

### Les origines du sionisme: synthèse
On peut distinguer quatre facteurs ayant permis la naissance du sionisme[réf. nécessaire] :
1. La permanence d’une définition nationale du judaïsme : La tradition biblique et rabbinique a toujours conçu Israël non seulement comme une communauté religieuse, mais comme un peuple à part entière, lié par une élection divine et une terre promise. Cette idée traverse les siècles : le peuple juif est désigné comme les « enfants d’Israël », et la possession de la Terre sainte est formulée dans les termes d’un droit sacré — « le pays que l’Éternel, ton Dieu, te donne en héritage » (Deutéronome 4:1). Même en exil, cette mémoire nationale s’est maintenue dans la liturgie, les lois et l’imaginaire collectif juif[28]. », disposant en droit[29] ;
2. Laïcisation et redéfinition de l’identité juive : À partir du XVIIIe siècle, l’émancipation et la sécularisation favorisent l’émergence d’une élite juive détachée de l’autorité rabbinique. Cette transformation permet de repenser l’identité juive en des termes nouveaux : non plus seulement religieux, mais également culturels ou nationaux. Face à cette évolution, une partie du monde rabbinique s’oppose à toute initiative politique visant à recréer un État juif sans intervention divine — c’est-à-dire avant la venue du Messie. Cette opposition ne porte pas tant sur la légitimité d’un retour à Sion que sur ses modalités et sa temporalité : pour ces autorités, seule la rédemption messianique peut légitimer un tel projet. C’est donc en s’affranchissant partiellement de cette tutelle théologique que certains milieux juifs ont pu envisager le sionisme comme un projet politique autonome[17] ;
3. Le développement du nationalisme en Europe : Le XIXe siècle voit l’essor des mouvements nationaux fondés sur l’idée que chaque peuple a droit à un État souverain. Ce paradigme, appliqué aux Italiens, aux Grecs ou aux Polonais, influence directement les intellectuels juifs : la nation juive, en tant que peuple sans terre, commence à se penser dans les mêmes termes. Le sionisme se développe ainsi comme une transposition juive du nationalisme, visant à transformer une identité diasporique en projet étatique ;
4. L’antisémitisme moderne comme catalyseur : Enfin, la recrudescence de l’antisémitisme — notamment après les pogroms russes des années 1880 et l’affaire Dreyfus en France (1894) — achève de convaincre nombre de Juifs que l’intégration en Europe est une impasse. Ce contexte donne au sionisme une dimension de nécessité vitale : il ne s’agit plus seulement d’un idéal historique ou culturel, mais d’un impératif de survie collective.

## Les prémices du sionisme (1882-1897)
Cette période va des pogroms de Kiev et de la parution de « Auto-émancipation » à la réunion du premier congrès sioniste mondial.

### Sionisme pratique

#### La première Aliyah

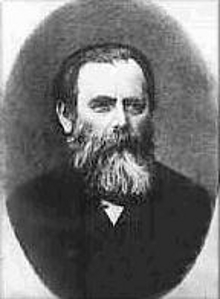
Léon Pinsker.

Mikvé-Israël (מקוה ישראל), « Espoir d'Israël », est la première école d'agriculture fondée en Terre d'Israël. L'établissement fut créé en 1870 à l'est de Jaffa, à l'initiative de Charles Netter, représentant de l'Alliance israélite, afin d'enseigner aux enfants juifs le travail de la terre.
Entre 1870 et 1897, 20 nouveaux villages juifs sont fondés en Palestine.
En 1882, un groupe de 200 Juifs du Yémen s'installent à Jérusalem qui est déjà une ville à majorité juive.
Après les sanglants pogroms de 1881, un médecin d'Odessa, Léon Pinsker, publie à Berlin en septembre 1882 Auto-émancipation, le premier vrai manifeste sioniste (le terme n'existe pas encore). Il y prédit que la « judéophobie » (c'est son terme) ira croissant au fur et à mesure de la modernisation des sociétés européennes, et au fur et à mesure que les Juifs sortant du ghetto se trouveront en concurrence avec leurs voisins. Il en conclut que les Juifs doivent quitter l'Europe et créer leur propre État. Toutefois, il ne le revendique alors pas forcément en Terre sainte.
En parallèle, des organisations commencent à apparaître. Des jeunes gens et des étudiants fondent en janvier 1882 le groupe « Bilou » (Beith Israël Lekhou Vena'ale) sous l'impulsion d'Israel Belkind. On parlera souvent des pionniers de la première alya comme étant les Bilouïm.
Très rapidement, Léon Pinsker prend la direction de la Ahavat zion, ou Ahavat sion. Il s'agit d'un réseau, d'ailleurs peu structuré, de sociétés qui regroupent « tout fils d’Israël qui admet qu'il n'y a pas de salut pour Israël tant qu'un gouvernement juif ne sera pas installé en terre d'Israël ».
Le premier groupe a été créé en 1881 [réf. souhaitée] par des étudiants de Saint-Pétersbourg [réf. souhaitée], avant la parution du livre de Pinsker. Il y aura rapidement une centaine de sociétés, surtout dans l'empire russe, mais aussi en Roumanie. Les membres sont appelés « Amants de Sion » (Hovevei Sion ou Hovevei Tzion). Leur but est d'organiser l'émigration de Juifs vers la Palestine (alors partie intégrante de l'empire ottoman).
L'émigration des « Amants de Sion » et celle des Bilouïm se déroule surtout dans les années 1880, dans le traumatisme suivant les pogroms de 1881. On l'appelle la « première aliyah » (mot signifiant « montée » en hébreu, au sens de « montée vers Eretz Israël »). Elle ne touche qu'environ 10 000 personnes. Elle fait face à une administration ottomane assez hostile, qui la freine.
Ses militants, peu organisés, forment la base de ce qu'on appellera le « Nouveau Yichouv » (Yichouv signifie « communauté juive en Eretz Israël »). Ils rencontrent en Palestine les membres de « l'ancien Yichouv », soit environ 25 000 Juifs très religieux, plutôt séfarades (avec une minorité ashkénaze). Ces Juifs pieux sont essentiellement concentrés dans les quatre villes saintes de Jérusalem, Tibériade, Safed et Hébron.
Séfarades contre Ashkénazes, traditionalistes contre modernes, population dirigée par ses anciens contre jeunes militants, religieux contre laïcs, orientaux contre européens, sionistes contre anti-sionistes (rappelons que les rabbins considéraient que seul le Messie pouvait recréer l'État juif) : les relations seront souvent assez tendues, voire hostiles. Les mutations démographiques qu'entraînent l'arrivée d'un nombre croissant de juifs ashkénazes (qui à Jaffa par exemple, en 1900, dépassent la population séfarade) produisent selon l'historien israélien Amnon Cohen, "un fossé grandissant entre l'ancien Yichouv ("société" en hébreu), et le nouveau Yichouv".
Cette première vague d'immigrants est historiquement importante, malgré son influence démographique limitée :
- elle crée des villages sur la côte de Palestine (Rishon LeZion en 1882, Rosh Pina, Petah Tikva, Zihron Yaakov, Gedera…)[33], qui deviendront pour beaucoup des villes, et qui expliquent encore aujourd'hui une partie de la géographie urbaine d'Israël ;
- elle rend crédible l'idée de l'émigration vers Eretz Israël ;
- à travers l'un de ses membres, Eliezer Ben-Yehuda, elle crée l'hébreu moderne.

Les colonies juives agricoles de la première Aliyah seront fortement aidées, à compter de 1883, par les financements du baron Edmond de Rothschild, qui apparaît ainsi comme l'un des hommes clefs de ce premier sionisme. Après 1899, la Jewish Colonization Association, fondée par le baron Maurice de Hirsch en 1891, prendra le relais financier, et participera aussi à l'achat de terre en Palestine et à l'aide aux colonies agricoles.

### Sionisme culturel

#### Eliézer Ben Yehoudah et l'hébreu moderne

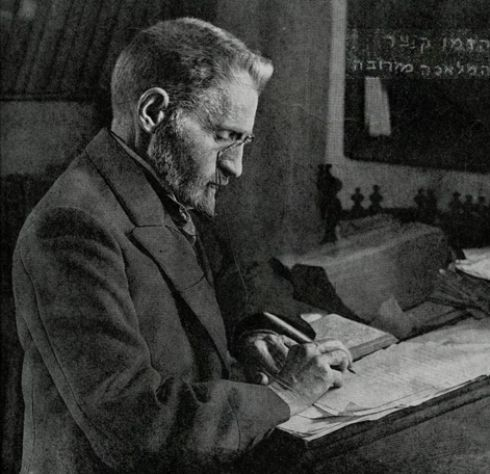
Eliézer Ben Yehoudah à sa table de travail.

L'hébreu n'était plus utilisé comme langue parlée par les Juifs depuis bien avant la chute du dernier royaume juif. Les Juifs de Judée avaient adopté l'araméen comme langue vernaculaire bien avant la naissance de Jésus-Christ. L'hébreu était devenu une langue purement religieuse.
À compter du début du XIXe siècle, on voit réapparaître en Europe une littérature laïque en hébreu. Elle est gênée par un vocabulaire religieux et étranger au monde moderne. Une certaine modernisation commence donc à poindre, menée par des intellectuels juifs laïques, les maskilim.
Eliézer Ben Yehoudah va systématiser cette entreprise de modernisation. Il considère que l'hébreu doit devenir la langue parlée par les Juifs en Palestine. À ce titre, il entend en faire une langue moderne.
Il reprend la prononciation des Juifs séfarades, qu'il considère plus conforme à l'originale, et crée des centaines de mots nouveaux, adaptés aux besoins d'une société moderne et scientifique. C'est la base de l'hébreu actuellement parlé en Israël. Il est à noter que les religieux juifs traditionnels se sont fortement opposés à cette entreprise : pour eux, l'hébreu devait rester la langue de la Bible.

## La fondation de l'Organisation sioniste mondiale et la seconde aliyah (1897-1918)

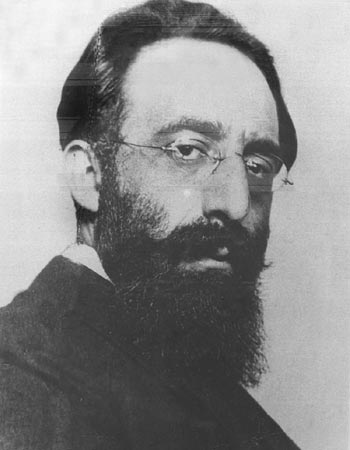
Nathan Birnbaum, créateur du terme « sionisme ».

Au milieu des années 1890, une idéologie sioniste existe déjà. Le terme « sionisme » lui-même a été créé par Nathan Birnbaum en 1886. Il s'impose progressivement dans les années 1890.
Ce proto-sionisme a son organisation, son objectif territorial, ses premiers militants. Mais son influence reste très marginale, et son organisation est très limitée.
Le changement va venir de Theodor Herzl (1860-1904).

### Theodor Herzl

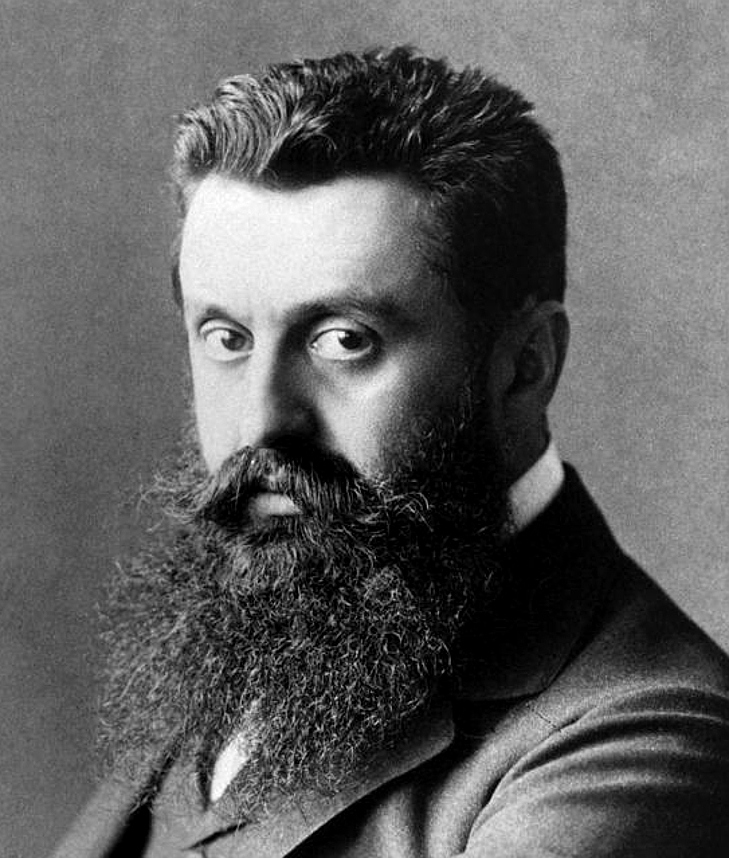
Theodor Herzl.

En 1894, ce journaliste hongrois assiste à Paris à la dégradation du Capitaine Dreyfus, sous les cris de « Mort aux Juifs ». Il indiquera a posteriori que cette situation avait été un choc pour lui, sans que son « Journal », « pourtant riche en introspection, et fourmillant de références historiques – [présente] un quelconque indice de la centralité de l'affaire Dreyfus dans le réveil de l'identité juive [de Herzl] ». L'Autriche était un pays où l'antisémitisme était développé. Mais la France était censée être immunisée contre l'antisémitisme. C'était le pays qui, le premier au monde, avait donné une totale égalité civique aux Juifs, en 1791. C'était aussi le pays qui avait donné la nationalité française aux Juifs indigènes d'Algérie en 1871 (décret Crémieux). Elle représentait la modernité occidentale en marche vers plus d'égalité.
Herzl avait tiré comme conclusion de sa déception qu'il était illusoire pour les Juifs de chercher leur salut dans l'assimilation, et qu'ils devaient posséder leur propre État, refuge pour tous les Juifs persécutés.
En 1895, il adhère à la thèse du sionisme et le 15 février 1896, il publie Der Judenstaat (L'État des juifs), un livre dans lequel il appelle à la création d'un État pour les Juifs. Espérant le soutien des grandes puissances, il le fait en tentant de se placer dans la continuité des idéologies coloniales de l'époque : « Pour l'Europe, nous formerons là-bas un élément du mur contre l'Asie ainsi que l'avant-poste de la civilisation contre la barbarie »,.

### Les congrès sionistes - définition des objectifs et des moyens

#### Le premier congrès et la fondation de l’Organisation sioniste mondiale
En 1897, Herzl convoque à Bâle (en Suisse) le premier congrès sioniste mondial. Il aurait souhaité que toutes les communautés juives envoient des représentants. En fait, le congrès est un succès limité. Herzl est encore peu connu, et sa capacité d'attraction l'est donc aussi. Fait révélateur des oppositions religieuses, « le premier congrès sioniste ne put être tenu à Munich à cause des protestations indignées du rabbinat allemand ».
Deux cent quatre délégués se présentent cependant, surtout en provenance d'Europe centrale et orientale, et le congrès de Bâle est généralement cité comme étant le véritable début du sionisme.
Le congrès va prendre plusieurs décisions :
- le sionisme a pour but la création d'un foyer national juif ;
- l'organisation sioniste mondiale (OSM) est créée pour coordonner l'action politique sioniste au niveau mondial. Theodor Herzl en est nommé son premier président ;
- l'OSM agira sur le plan diplomatique pour faire reconnaître les objectifs du sionisme par les grandes puissances ;
- des congrès auront lieu régulièrement pour coordonner les actions.

Fait important, l'OSM n'est pas une organisation exclusive exigeant le monopole de la représentation politique du sionisme. Les partis politiques qui le souhaitent pourront se constituer et adhérer au mouvement sioniste mondial.

#### La structuration du Sionisme: institutions sionistes et travail politique

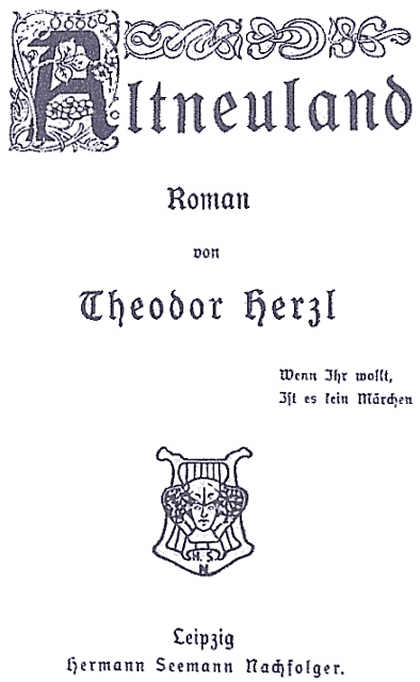
Couverture du roman sioniste Altneuland, de Theodor Herzl.

Le congrès de Bâle avait posé des principes et des projets. Restait à les mettre en œuvre. Pendant les années suivantes, Herzl et les premiers sionistes mènent une propagande importante au sein des communautés, surtout européennes.
Ils mènent aussi une action diplomatique intense auprès des grandes puissances de l'époque.
L'Organisation sioniste mondiale tente prioritairement de négocier avec le sultan Ottoman, auquel appartient la Palestine, par le biais de l'empereur allemand Guillaume II, mais sans succès.
Le grand objectif de Herzl devient alors d'obtenir qu'une puissance coloniale accepte d'établir une colonie de peuplement juive en Palestine. À l'époque, cette idée de colonie de peuplement est un aspect parfaitement admis du discours et de la pratique coloniale (Afrique du Sud, Algérie, Nouvelle-Zélande, Canada, Australie…).
Dans le même temps, il ne faut pas provoquer de rupture entre les sionistes et l'empire ottoman, gestionnaire de la Palestine, qui pourrait se sentir menacé et interdire toute immigration. Aux Ottomans, Herzl fait donc valoir que les Juifs apporteront compétences techniques et capitaux, gages d'une modernisation du pays.
En 1898 et 1899, de nouveaux congrès sionistes ont lieu à Bâle, à chaque fois avec un peu plus de succès.
Lors du troisième congrès, en 1899, le lancement de la Banque coloniale juive est décidé. Elle est chargée du financement des activités d'achats de terres en Palestine.
En 1900, le quatrième congrès sioniste se tient à Londres.
En 1901, le cinquième congrès sioniste décide à Bâle la création :
- du Fonds national juif, chargé de l'achat des terres en Palestine. Cette politique est l'une des sources de l'hostilité arabe, car bon nombre de terres vendues sont des métairies dont les fermiers sont expulsés par les propriétaires fonciers (souvent des notables syriens) ;
- du Keren Kayemeth LeIsrael (K.K.L.), chargé de la gestion des terres achetées dans l'intérêt de l'ensemble des Juifs de Palestine. Le KKL est encore aujourd'hui la base du domaine foncier public israélien. Le modèle de propriété collective des terres achetées (qui ne signifie pas forcément une gestion collective) sera le modèle dominant d'appropriation de la terre par les Juifs en Palestine.

En 1902, Theodor Herzl publie un roman d'anticipation Terre ancienne, terre nouvelle, dans lequel il évoque la vie dans le futur État et décrit le sionisme comme « un poste avancé de la civilisation, un rempart de l'Europe contre l'Asie, s'opposant à la barbarie ».
Une tentative de légalisation du mouvement sioniste dans la Zone de Résidence de l'Empire russe a lieu en 1902. Le policier provocateur Sergueï Zoubatov autorise la tenue d'un Congrès sioniste panrusse. Ce Congrès est l'occasion de déclarations de loyalisme à l'égard du régime autocratique. Le « package deal » envisagé alors est le suivant : le pouvoir tsariste donnerait son appui au projet sioniste ; en échange, les socialistes juifs renonceraient à toute activité révolutionnaire pour quinze ans. La chute de Zoubatov et la reprise des pogroms mettent fin à cette négociation qui avait amené Theodor Herzl à discuter directement avec le ministre très antisémite Plehve.

#### L'option territorialiste – 1903-1905

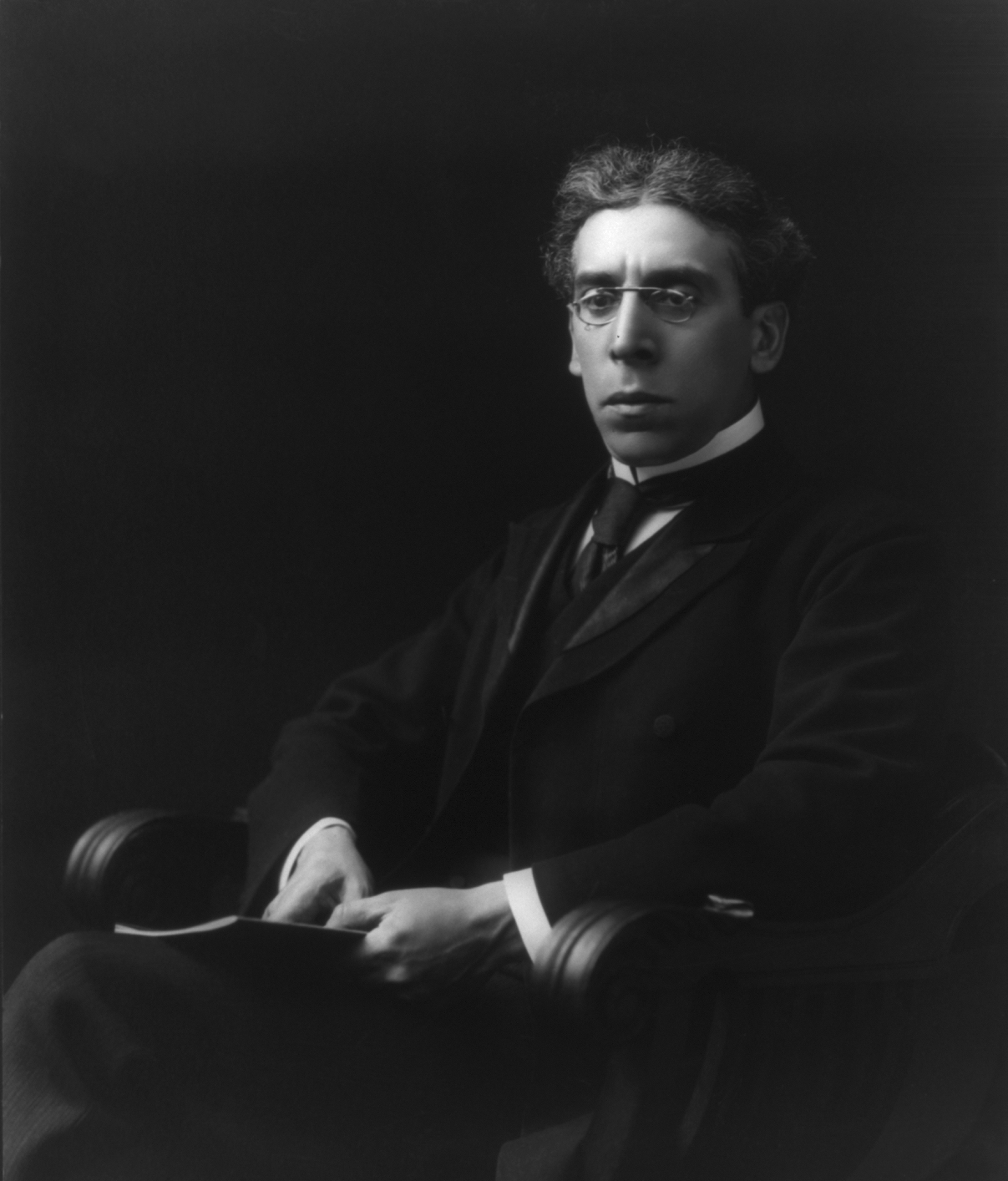
Israel Zangwill, principal leader des territorialistes, en 1905.

Depuis les prémices du sionisme, la Palestine était au centre du projet d'un État juif. Mais l'hypothèse palestinienne avait une grosse faiblesse : la Palestine faisait partie de l'Empire ottoman, et celui-ci n'avait aucun intérêt à « donner » la Palestine aux Juifs.
1903 est l'année des terribles pogroms de Kichinev. Ceux-ci seront suivis par une série d'autres pogroms jusqu'en 1906. L’émotion dans le monde occidental est grande, tant les pogroms ont été sanglants.
Cette émotion est une des raisons pour lesquelles le gouvernement britannique, en particulier Joseph Chamberlain, secrétaire aux colonies propose en 1903 à Theodor Herzl une concession sur une partie de l'Ouganda de l'époque (dans l'actuel Kenya), pour y créer un "Foyer national juif".
Hostile à l'abandon de la Palestine, le sixième congrès sioniste de 1903 se divise fortement. Une commission est cependant envoyée sur place.
En 1905, le septième congrès sioniste se tient à Bâle. Il y est décidé de repousser définitivement la proposition de l'Ouganda, ainsi que toute alternative à la Palestine.
Les « territorialistes », qui voulaient absolument « un territoire », considèrent que refuser un État, où qu'il soit, est suicidaire compte tenu de l'attitude des Ottomans. Les plus décidés des territorialistes (une petite minorité) opèrent une scission. Ils créent l' « Organisation juive territorialiste », menée par Israël Zangwill. L'organisation n'aura guère de succès et entrera dans un rapide déclin après la Déclaration Balfour de 1917, qui la rend inutile. Elle sera dissoute en 1925.
On peut voir dans la question du territorialisme les débuts d'un débat qui va agiter de façon récurrente le mouvement sioniste jusqu'au début du XXIe siècle : l'objectif premier du sionisme est-il de créer un État pour les Juifs (dont les frontières sont somme toute d'une importance relative), ou est-il de créer un État impérativement dans les frontières bibliques d'Eretz Israël ?
La période 1903-1905 n'a pas seulement tourné autour de la question territorialiste :
- l'année 1903 voit aussi la création de l'Anglo-Palestine Bank (future Banque Leumi LeIsraël) ;
- Theodor Herzl décède en 1904. David Wolffsohn (1856-1914), prend la direction du mouvement sioniste ;
- toujours en 1904, le Comité de la langue hébraïque (Va'ad Halashon) est créé pour renforcer l'œuvre de Eliézer Ben Yehoudah et faire la promotion de l'hébreu (et non du yiddish ou de l'allemand, comme l'envisageaient certains) comme langue du foyer national juif.

#### Les derniers congrès avant la Première Guerre mondiale
En 1907, le huitième congrès sioniste se tient à La Haye. Il voit s'opposer deux tendances, qui existaient depuis plusieurs années, mais dont les débats se durcissent lors de ce congrès. Jusqu'alors, la majorité de l'OSM s'était montrée réticente (comme Herzl lui-même) face à la colonisation de la Palestine (« sionisme pratique »). Elle estimait qu'il fallait une « charte », c’est-à-dire un statut juridique officiel (ottoman ou international) avant de commencer une implantation juive de masse. D'où la priorité donnée à l'action diplomatique et le nom donné à cette approche : « sionisme politique ». Haïm Weizmann apparait avec la gauche comme un tenant d'une action plus décidée sur le terrain. L’opposition « pratique » obtient en 1907 un renforcement des actions en Palestine ottomane, mais l'orientation « politique » fondamentale de l'OSM n'est pas remise en cause.
En 1909, le neuvième congrès sioniste se tient à Hambourg. Sionistes « pratiques » et « politiques » continuent de s'y opposer. Les seconds restent dominants.
En 1911, le dixième congrès sioniste se tient à Bâle. Ce congrès est important, en ce qu'il modifie la politique de l'organisation. Les factions « pratiques » et « politiques » arrivent en effet à un accord, et décident d'œuvrer vers un sionisme « synthétique », agissant dans les deux directions. Concrètement, plus de moyens sont dégagés pour aider les pionniers de la seconde Aliyah.
En 1913, le onzième congrès sioniste se tient à Vienne.

### La Première Guerre mondiale

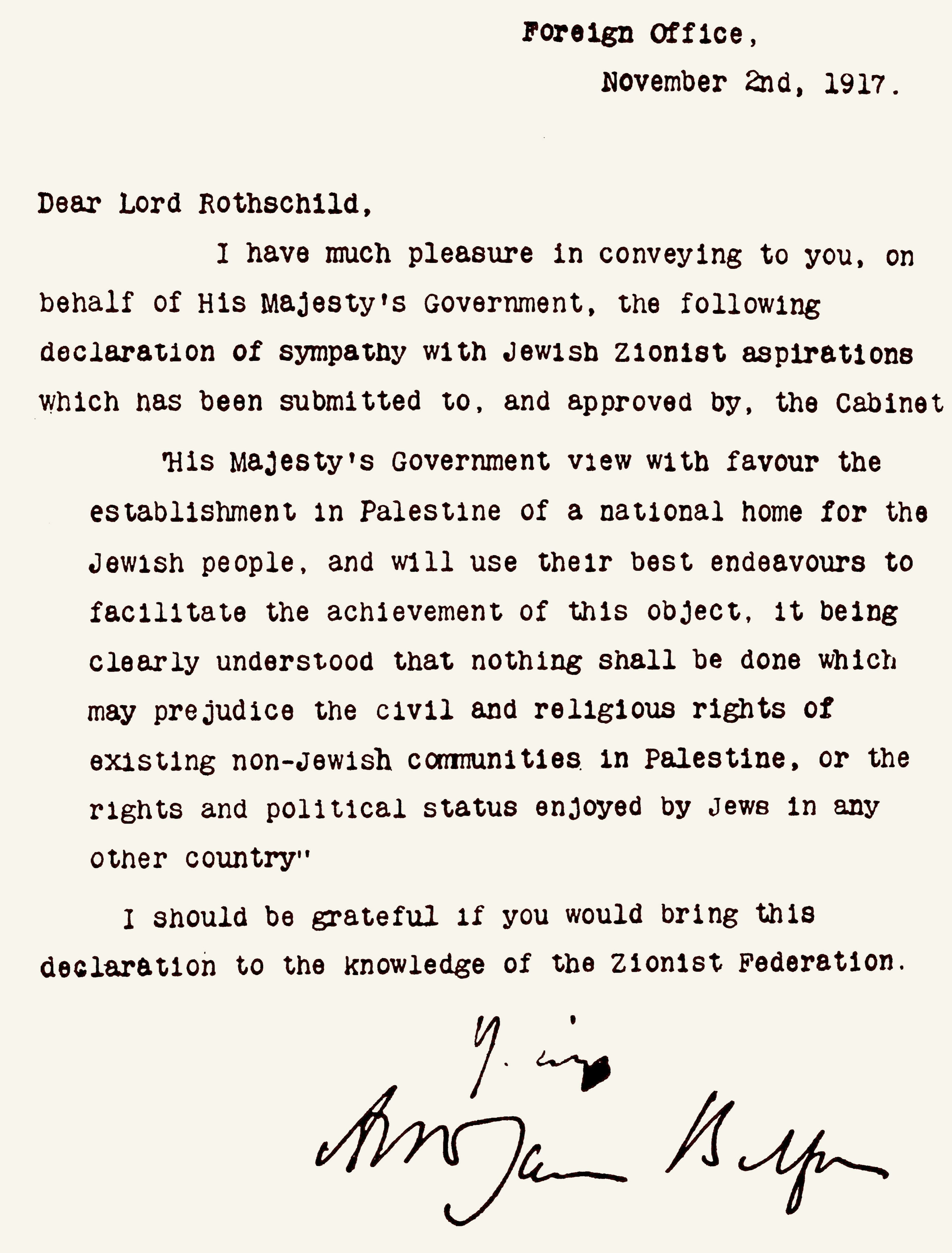
La déclaration Balfour.

En 1914 commence la Première Guerre mondiale. Elle aura un impact décisif sur le succès du sionisme.
Les Ottomans entrent en guerre aux côtés de l'Allemagne et de l'Autriche, et donc contre la France, le Royaume-Uni, l'Italie et l'empire tsariste.
Chacune des quatre puissances opposées à l'empire ottoman a des visées territoriales sur celui-ci, de façon plus ou moins officielle:
- Les Italiens visent certaines îles de la mer Égée.
- Les Russes visent le détroit des Dardanelles, le verrou de la mer Noire.
- Les Français visent le Liban et la Syrie, où ils sont reconnus depuis le XIXe siècle comme puissance protectrice des chrétiens.
- Les Britanniques visent la Palestine, la mer Rouge et le golfe Persique. Il s'agit entre autres pour eux de sécuriser « la route des Indes », qui passe par le canal de Suez.

C'est dans ce cadre, que l'action sioniste en faveur de la création d'une colonie de peuplement en Palestine sous mandat d'une grande puissance intéresse le Royaume-Uni. Dès 1915, le leader sioniste britannique, Haïm (ou Chaïm) Weizmann, entreprend de convaincre la direction britannique de l'intérêt pour elle de soutenir la cause sioniste, au départ sans grand succès.
En 1916, les accords secrets Sykes-Picot entre la France et le Royaume-Uni divisent l'empire ottoman en cas de victoire, et accordent au Royaume-Uni les zones qu'il convoite.
En 1917, Lord Balfour, représentant le gouvernement britannique, adresse à Lord Lionel Walter Rothschild une lettre, la « déclaration Balfour », par laquelle il indique que le Royaume-Uni est favorable à l'établissement d'un « Foyer national juif » en Palestine. Cette lettre n'est pas un engagement juridiquement contraignant, mais elle représente un formidable encouragement pour le sionisme. La lettre semble avoir eu deux objectifs : avancer dans la constitution d'une colonie de peuplement pro-britannique près du canal de Suez, et se rallier les Juifs américains, alors que le Royaume-Uni essayait à tout prix de convaincre les États-Unis d'entrer en guerre à ses côtés.
La déclaration Balfour est par contre mal reçue dans le monde arabe. Selon l'expression d'Arthur Koestler, « une nation promettait solennellement à une seconde nation le pays d'une troisième ». Il est aussi à noter que les Britanniques avaient déjà promis à Hussein ben Ali, chérif de La Mecque la création d'un grand royaume arabe unitaire sur le Moyen-Orient. Il s'agissait d'obtenir la contribution militaire des nationalistes arabes à l'affaiblissement de l'Empire ottoman (voir Lawrence d'Arabie). La « déclaration Balfour » était donc en contradiction avec cette première promesse.
Fin 1917, poursuivant les troupes ottomanes en retraite, les Britanniques prennent possession de la Palestine (prise de Jérusalem le 11 décembre 1917). Ils y resteront jusqu'en 1948.

### La création des partis politiques
Après le premier congrès sioniste de Bâle, des partis politiques sionistes, ou au moins des courants de pensée, se sont rapidement organisés.

#### Les libéraux

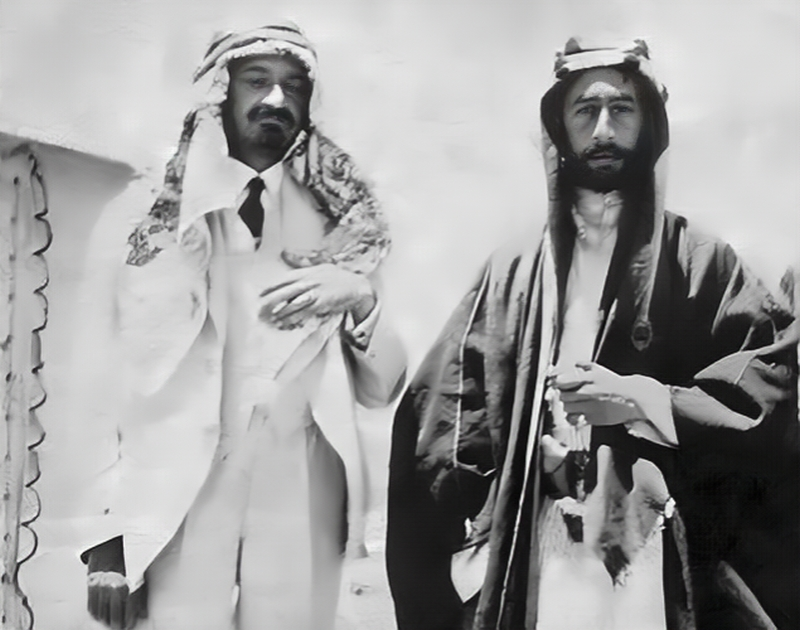
1918. L'émir Fayçal Ier et Chaim Weizmann, un des principaux dirigeant libéral (à gauche, portant aussi une tenue arabe en signe d'amitié).

Bien qu'on se trouve ici dans la partie consacrée aux partis politiques sionistes, les libéraux ne formeront un vrai parti qu'en 1922. Ils ont cependant existé bien avant et ont eu une influence déterminante sur la naissance du sionisme.
Le terme de « sionistes généraux » commence à être utilisé peu de temps après la création de l'OSM, pour désigner un courant de pensée qui reste très proche de l'Organisation sioniste mondiale qui vient de se créer, et qui refuse de se structurer dans un parti spécifique, contrairement aux courants de gauche de l'époque. Les « sionistes généraux » sont des indépendants, peu intéressés par les jeux des partis et les grands débats idéologiques. On voit cependant très tôt apparaître des associations ou « factions », à travers lesquelles ils s'expriment. Ils restent majoritaires dans l'OSM jusqu'aux années 1920. En 1922, divers groupes et factions établissent l'Organisation des sionistes généraux.
Quoique réticents devant les débats idéologiques, ils se réclament du libéralisme économique et politique. Ils attirent surtout la bourgeoisie et les classes moyennes de la diaspora juive, et plus tard du Yichouv (la communauté juive en Palestine).
Ils sont modérés, aussi bien en matière de nationalisme qu'en matière politique.
Par bien des aspects (notamment son pragmatisme, son assise sociale bourgeoise, ses choix économiques et son insistance sur l'action diplomatique), le « sionisme général » est le courant de pensée le plus proche de Herzl. Haïm Weizmann, qui obtiendra la déclaration Balfour, était membre de ce courant de pensée.
Sur le front du sionisme pionnier, en Palestine, le « sionisme général » manque de militants. Ceux-ci sont dominés nettement pas les représentants des partis de la gauche sioniste. Mais dans les congrès sionistes, les libéraux seront dominants jusque vers 1930.
Compte tenu de son assise sociale plutôt bourgeoise, la capacité du « sionisme général » à collecter des fonds pour l'installation des Juifs en Palestine sera précieuse pour le mouvement sioniste.

#### La gauche marxiste

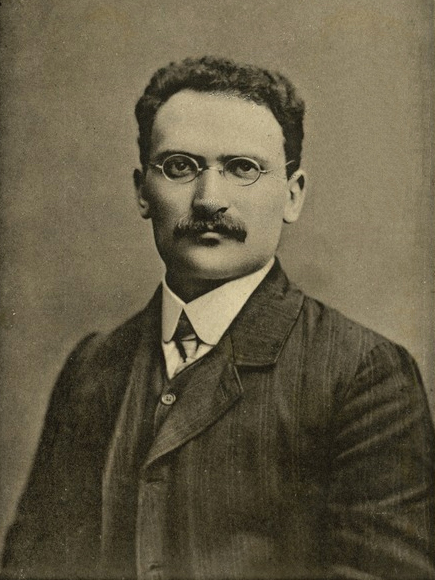
Ber Borochov, auteur de la synthèse entre nationalisme juif et marxisme.

En 1905-1906, le Poale Zion (« l'ouvrier de Sion ») est fondé sur la base d'associations Poale Zion qui existaient depuis quelque temps en Europe orientale et aux É.-U.. Ce parti marxiste attire à lui les militants de la gauche nationaliste déçus par le rejet du sionisme par le Bund (« Union générale des travailleurs juifs »), parti marxiste d'Europe orientale, fondé en 1897.
Le dirigeant du nouveau parti est un intellectuel né en Ukraine tsariste, Ber Dov Berochov (1881-1917). Celui-ci réalise la synthèse entre le marxisme et le nationalisme juif. Dans son optique, la seule oppression n'est pas l'oppression de classes, et le seul moteur de l'histoire n'est donc pas la lutte de classes. L'oppression nationale, et donc les luttes de libération nationale, peuvent être aussi de puissants moteurs de l'évolution historique.
Le Poale Zion critique deux aspects du sionisme de Herzl :
- l'insistance de ce dernier sur l'action diplomatique. Sans rejeter celle-ci, le Poale Zion considère qu'il doit y avoir un sionisme des faits, centré sur la colonisation juive de la Palestine, sans attendre le soutien ou l'accord des grandes puissances ;
- l'acceptation par Herzl de l'ordre social établi. Le Poale Zion entend mener lutte de libération nationale et lutte d'émancipation sociale sur le même plan. Ce sont les travailleurs juifs qui créeront l'État juif, et non les diplomates ni les bourgeois.

En pratique, le Poale Zion est pleinement intégré à l'Organisation sioniste mondiale (OSM). Entre la lutte des classes et la lutte nationale, il fera finalement toujours passer en premier la lutte nationale, recherchant pour cela l'alliance des autres factions sionistes, y compris les « bourgeois » des sionistes généraux. De fait, au-delà de son idéologie, le Poale Zion apparaît progressivement comme un parti réformiste, et une des deux principales origines de l'actuel parti travailliste israélien.
David Ben Gourion rejoint un groupe local de Poale Zion en 1904. En 1906, des branches du parti ont été formées dans plusieurs pays, dont l'Autriche et surtout la Palestine.
Dans les années suivant la fondation du parti, celui-ci connaîtra plusieurs scissions, essentiellement celle du Poale Zion Gauche, nouvelle faction basée sur les mêmes principes idéologiques, mais réclamant une pratique plus authentiquement révolutionnaire, moins réformiste.
Tant le Poale Zion que le Poale Zion Gauche participeront à la révolution de 1917. Bon nombre de membres du Poale Zion Gauche rallieront d'ailleurs le parti bolchévique après cette date. On en reverra certains en Palestine, comme agents de la IIIe internationale.
Le Poale Zion Gauche est également l'une des origines du futur grand parti de l'extrême-gauche sioniste, le Mapam, qui rejoindra plus tard l'actuel Meretz.

#### La gauche non marxiste

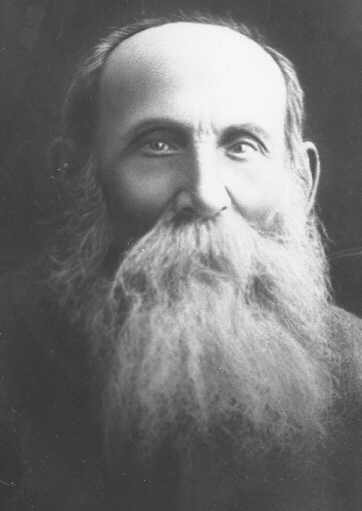
Aharon David Gordon.

Le parti Ha’poel Hatzaïr (« jeune travailleur ») est formé en 1905 par Aharon David Gordon. L'idéologie est largement inspirée du socialisme populiste russe et de l'œuvre de Tolstoï. L'objectif est de créer un socialisme agricole, très marqué par l'anti-autoritarisme, voire l'anarchisme. La lutte des classes est considérée comme dangereuse du point de vue de la construction d'un foyer national juif.
Les points communs sont cependant nombreux avec le Poale Zion : il s'agit de créer un État des travailleurs, dans une optique progressiste, sans se couper des tendances plus conservatrices du mouvement sioniste. L'attachement au sionisme pionnier, surtout intéressé par les réalisations concrètes, est également particulièrement développé.
Le Ha’poel Hatzaïr aura lui aussi sa dissidence de gauche, le Hachomer Hatzaïr, qui jouera également un rôle important dans le développement futur du Mapam.
Il est à noter que les kibboutzim, communautés rurales collectivistes et influencées par l'anarchisme (pas ou peu d'élections, direction par l'assemblée générale) sont, à l'origine, un projet politique et social du Ha’poel Hatzaïr. Le premier pré-kibboutz sera fondé en 1909.

#### Le nationalisme religieux

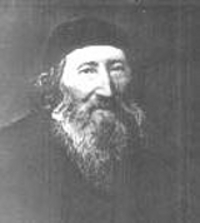
Le rav Kalischer, un des premiers auteur religieux prônant l'État juif.

Les rabbins orthodoxes étaient hostiles au sionisme, parce qu'ils considéraient majoritairement que Dieu avait décidé de la dispersion du peuple juif, en punition de ses péchés. Seul Dieu, par l'intermédiaire du Messie, pouvait donc restaurer Israël. Toute tentative anticipée était non seulement vouée à l'échec, mais risquait d'attirer la colère divine. À cette hostilité théologique s'ajoutait aussi une hostilité au laïcisme parfois agressif (surtout à gauche) des sionistes.
Pourtant, dès les années 1840, un courant minoritaire est apparu chez les religieux ashkénazes d'Europe orientale. Pour ce courant, c'est au contraire un commandement divin pour les Juifs que de s'installer en terre sainte. Le suivi de ce commandement pourrait même accélérer le retour du Messie.
En 1891, une association sioniste religieuse, le Mizrahi (oriental), est formée sur la base de ces idées. Elle donnera naissance en 1902 à un véritable parti politique portant le même nom. Ce parti est plus connu en français sous le nom de Parti national religieux, ou PNR (MAFDAL, selon son acronyme hébreu).
Le PNR est à l'origine un parti assez modéré, à la rencontre de la modernité et de la tradition. Il est clairement très minoritaire dans un mouvement sioniste qui est lui-même assez minoritaire dans le monde juif occidental, et plus encore dans le monde juif oriental.

#### Les non-sionistes

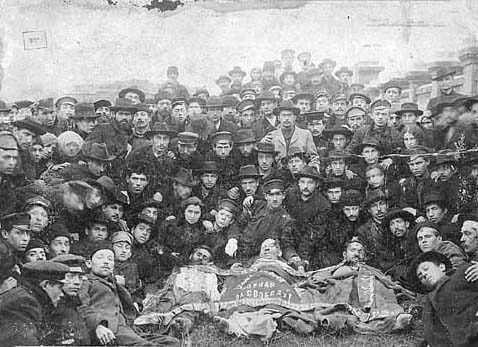
Membres du Bund veillant le corps de trois de leurs camarades, tués à Odessa durant la révolution de 1905.

Lors de cette époque formative du sionisme, d'autres partis politiques attirent des militants Juifs, parfois dans le cadre de mouvements spécifiquement juifs. Ces mouvements auront des débats, des conflits et parfois même des accords partiels avec les sionistes.
- Agoudat Israel : c'est un parti politique juif fondé en 1912 à Katowice (Pologne actuelle, à l'époque Empire russe) comme bras politique du judaïsme orthodoxe[43]. Il existe aujourd'hui en tant que parti politique en Israël. Il était à l'origine très vigoureusement anti-sioniste.
- Le Bund : fondé en 1897, il défend les travailleurs juifs et vise à une autonomie culturelle et politique, mais non-territoriale, des Juifs en Europe orientale, dans le cadre d'une future société socialiste. Il pratique une forme de nationalisme atténué, mais n'est pas sioniste, car il considère que les Juifs ont droit à un avenir au sein de leur pays d'origine.
- On trouve enfin des militants juifs dans de nombreux partis en Europe, surtout à gauche.

#### Les partis politiques sionistes: synthèse
On trouve trois grandes familles :
- un sionisme de gauche, marxiste ou non-marxiste, qui sera dominant en Palestine puis en Israël du début du siècle jusqu'en 1977, et qui a profondément marqué l'histoire du sionisme et d'Israël ;
- un sionisme de droite modéré, libéral, à l'époque assez peu influent en terre sainte, mais plus important dans la diaspora, et dominant dans l'Organisation sioniste mondiale ;
- un sionisme religieux, à l'époque peu influent et assez modéré.

Ces partis sont, à l'époque, encore minoritaires au sein du judaïsme occidental, mais ils influencent grâce à leurs militants un nombre croissant de Juifs. Ce sont (surtout à gauche) les acteurs fondamentaux du sionisme sur le terrain (en Palestine et en diaspora), plus que l'Organisation sioniste mondiale qui se concentre progressivement sur l'action diplomatique et institutionnelle.

### Le sionisme parmi les Juifs de l'Empire ottoman
La population juive de l'Empire ottoman finissant se montait à environ 250 000 personnes, très inférieure à la population juive européenne, ashkénaze. La première antenne sioniste officielle en terre d'islam est ouverte à Constantinople en 1908. Le plus souvent, les Ottomans se montrèrent hostiles au sionisme de peur de créer un nouveau mouvement nationaliste dans leur empire et pour ne pas heurter la population arabe.
Quant au leadership juif laïc de Constantinople, il se montre tout de suite opposé au sionisme : « le mouvement dont le Dr Theodor Herzl a pris la tête, est on ne peut plus nuisible pour les intérêts des israélites de Turquie, pour l'œuvre de l'Alliance [israélite universelle] et pour celle de la colonisation palestinienne ». Cette opposition est étroitement liée à la grande influence de l'Alliance israélite universelle, elle-même opposée à l'Organisation sioniste, et favorable à l'intégration des Juifs dans leurs pays respectifs.
Plutôt que de se tourner vers les notables, comme l'Alliance, l'Organisation sioniste vise les masses, artisans, colporteurs ou chômeurs, avec un certain succès, même si les sionistes les plus actifs à Constantinople étaient d'origine ashkénaze. En 1919 est créée à Constantinople la Fédération sioniste d'orient (FSO), « contre-pouvoir communautaire au service des sionistes » et les sionistes commencent à évoquer la lutte des classes. Toutefois, le sionisme de l'empire ottoman, lui-même assez divisé, ne déboucha pas sur de grands mouvements d'émigration vers la Palestine, même si un journal juif de Constantinople peut écrire : « Dans l'œuvre de repeuplement de la Palestine, les Séphardim sont destinés à former le trait d'union entre les Arabes et nos frères Ashkénazim ».

### L'immigration

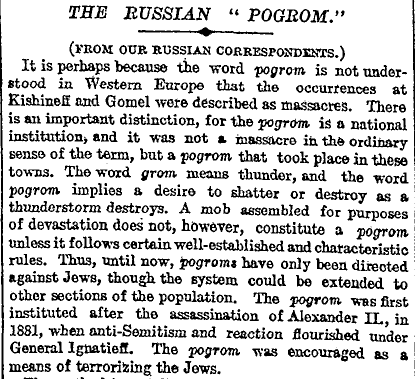
« The Russian Pogrom », The Times, 7 décembre 1903.

De 1903 à 1906, la Russie tsariste connaît une vague de pogroms particulièrement violents et traumatisants, ainsi que d'importants troubles politiques dus à la guerre russo-japonaise (perdue par la Russie) et à la révolution manquée de 1905.
Tout comme les pogroms de 1881 avaient fait naître les « Amants de Sion » et provoqué une première alya, les pogroms de 1903-1906 accélèrent la naissance des partis politiques sionistes, et provoquent une grande vague d'émigration. Ce sont près d'un million de Juifs qui quittent l'empire tsariste entre 1903 et 1914. 30 000 à 40 000 iront vers la terre sainte : c'est la seconde aliyah.
Jeunes, très marqués à gauche, très bien organisés, ils marqueront en profondeur le Yichouv. La plupart des dirigeants sionistes de la Palestine jusqu'aux années 1950 seront issus de leurs rangs. On peut ainsi citer David Ben Gourion (émigré en 1906) et Yitzhak Ben-Zvi.

#### Faits marquants

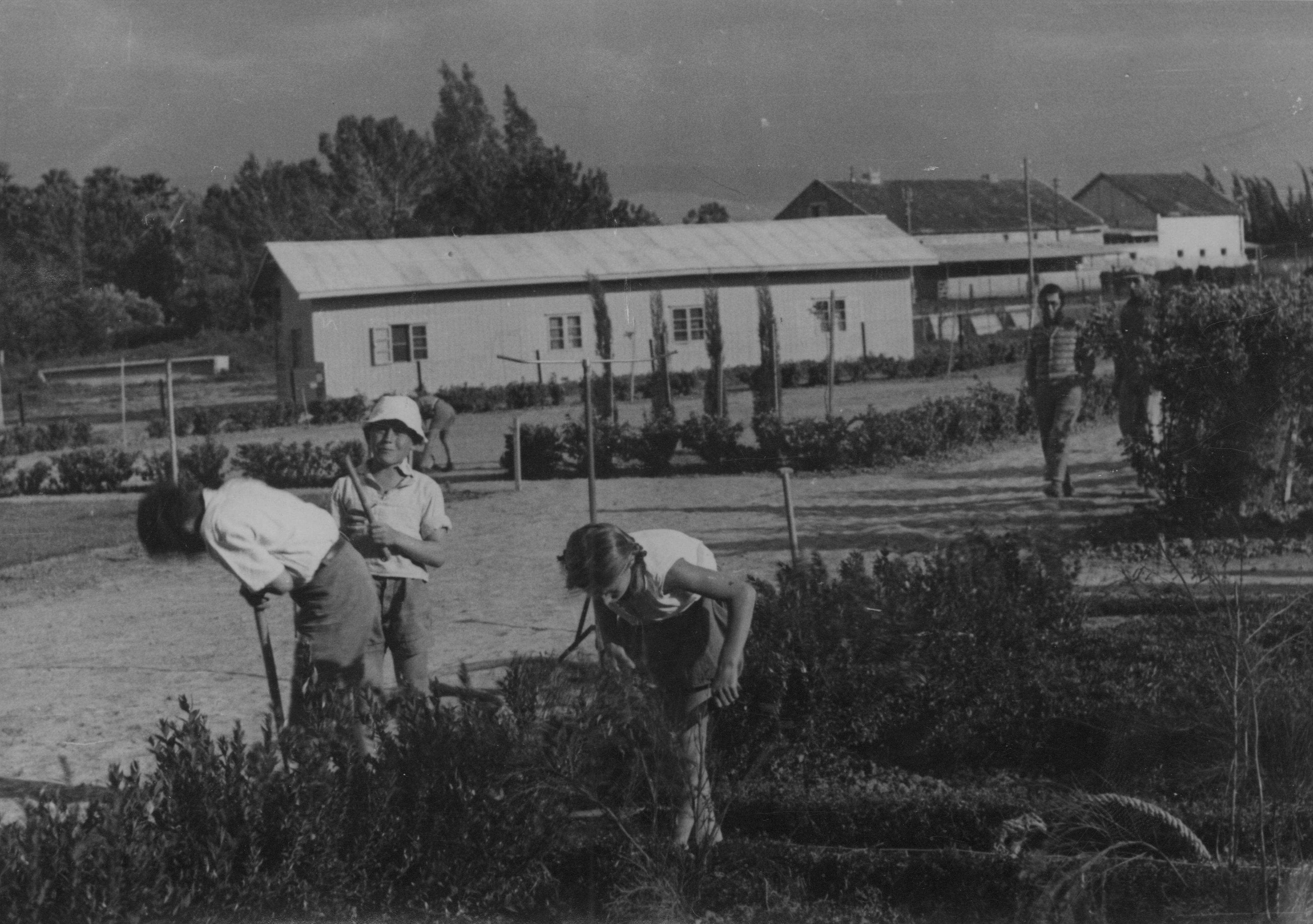
Degania Alef, le premier kibboutz en Palestine (photo des années 1930).

En 1906, le premier lycée hébraïque est fondé à Jaffa, tout comme l’École des Beaux-Arts de Bezalel à Jérusalem.
En 1909, un petit bourg juif est fondé à proximité de Jaffa : il deviendra la ville nouvelle de Tel-Aviv. Le kibboutz Degania Alef, la « mère des kibboutzim », est fondé la même année en Galilée. On note aussi des incidents entre Juifs et Arabes en Galilée, qui aboutissent à la création de la première milice juive, le Hashomer (« la garde »). Dans la ville de Jérusalem, le rapport entre Séfarades et Ashkénazes s'inverse du fait de l'immigration sioniste, presque entièrement ashkénaze.
En 1914, lorsque l'empire ottoman entre en guerre, le Yichouv, la communauté juive de Palestine, compte environ 85 000 personnes sur une population totale de 725 000 habitants : soit 12 % de la population totale. Nadine Picaudou et Henry Laurens estiment que le nombre de 85 000 pour la communauté juive de Palestine est exagéré et le situent plutôt autour de 60 000.
La Première Guerre mondiale affaiblit considérablement le Yichouv. Les citoyens des puissances en guerre contre l'empire ottoman, en particulier les Russes, sont arrêtés ou expulsés. Or, les immigrants juifs sont souvent d'origine russe. Lors de l'arrivée des Britanniques, la population juive n'est plus que de 56 000 âmes. Mais elle remonte très vite à 83 000 personnes fin 1918, grâce au retour rapide des expulsés.
Le psychanalyste viennois, Dr Dorian Isador Feigenbaum (1887-1937), directeur de l'unique hôpital des maladies mentales à Jérusalem (fondé en 1895 par l'organisation de femmes juives Ezrat Nashim) se penche sur les maladies psychiques dont souffrent les pionniers du Yishouv et s'interroge sur le taux élevé de suicides parmi eux, soit 10 % des causes de décès entre 1910 et 1923, qu'il impute à un récent passé traumatisant, la rupture des liens familiaux et la famine ; il reproche aux autorités juives de mettre ces problèmes de la Troisième alya sur le seul compte des terribles conditions de vie d'alors, liées à leur situation économique en Palestine,.

### La période 1897–1918: synthèse
La période 1897–1918 a été décisive pour le mouvement sioniste. Une organisation mondiale (en fait surtout européenne et nord-américaine) a vu le jour. Elle a ses banques, ses diplomates et ses partis politiques.
L'opposition entre un sionisme pionnier et un sionisme diplomate est restée finalement essentiellement théorique. Le sionisme pionnier a commencé à créer un état de fait sur le terrain, et le sionisme diplomate (souvent appelé « sionisme politique ») a obtenu un succès immense en obtenant du Royaume-Uni la promesse d'un « Foyer national pour les Juifs en Palestine ».
La réaction arabe est encore peu importante, mais commence à s'exprimer. Pour les Arabes de Palestine, en particulier, l'opposition à ce que la terre où ils habitent soit donnée à d'autres est très forte, et la crainte d'une dépossession grandit.

## Le Foyer national juif (1919-1947)
Avec la Déclaration Balfour de 1917, le Royaume-Uni avait promis l'établissement d'un « Foyer national juif » en Palestine,. Mais il fallait maintenant pour les sionistes faire officialiser cette promesse.

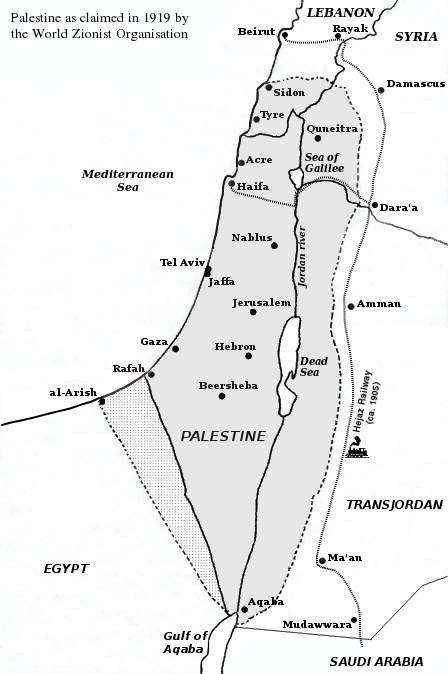
État juif proposé à la Conférence de paix de Paris (1919)

Cette période précède la création de l'État d'Israël. En pratique, la période 1919-1947 permet la création d'un proto-État juif sur le lieu des territoires israélo-palestiniens, avec son gouvernement, son parlement, son administration, sa police, son armée, sa diplomatie, sa population, son système économique, ses partis. En 1947, la décision par l'ONU de créer l'État d'Israël validera largement un état de fait préexistant.

### Palestine mandataire de la SDN
En février 1919, les représentants sionistes à la conférence de la paix de Paris demandent donc l'octroi d'un mandat sur la Palestine au bénéfice du Royaume-Uni, dont ils apparaissent comme les alliés privilégiés. Les puissances alliées se rangent à ce choix lors de la conférence de San Remo, en avril 1920.

Palestine mandataire Britannique (1920).

L'opposition grandissante des Arabes amène cependant les Britanniques à revoir le territoire du « Foyer National Juif ». Celui-ci devait au début comprendre les territoires de ce que l'on appelle aujourd'hui: Israël (sans le Golan), la bande de Gaza, la Cisjordanie et la Jordanie.
Mais en 1922, il est décidé de détacher le territoire qui formera l'actuelle Jordanie (à l'époque « Émirat de Transjordanie ». C'est à la fois une décision destinée à rassurer les nationalistes arabes, et un geste en faveur de la famille des Hachémites (dont un des fils, Abdallah, reçoit l'émirat). Bien que réticente, l'Organisation sioniste mondiale accepte ce détachement.
Le mandat britannique est officialisé par la Société des Nations (SDN) en juillet 1922.

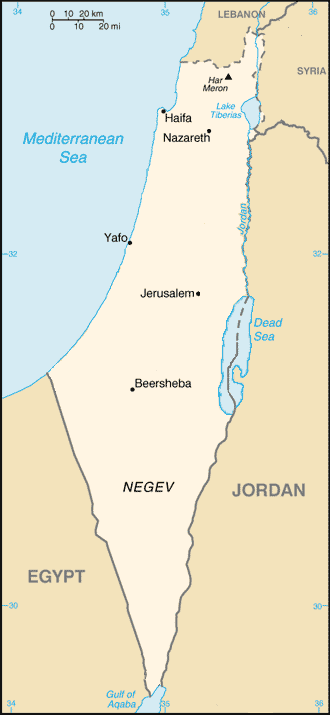
Frontiere de la Palestine 1922.

Le mandat indique que le Royaume-Uni doit « placer le pays dans des conditions politiques, administratives et économiques qui permettront l'établissement d'un foyer national juif et le développement d'institutions d'auto-gouvernement ». Elle doit également « faciliter l'immigration juive et encourager l'installation compacte des Juifs sur les terres ».
Le mandat précise de façon beaucoup plus vague que le mandataire doit veiller à la préservation des droits civils et religieux de la population arabe (on ne parle pas de « droits politiques »). Cette différence de traitement sera fortement critiquée par les leaders arabes palestiniens, que ce soit par les radicaux regroupés autour du mufti, Haj Amin al Husseini, ou par les modérés regroupés principalement autour de la famille Nashashibi.

### La formation de l'Agence juive
Le mandat de la SDN prévoit de créer un système politique « autonome » chargé des Juifs, les Britanniques se réservant le volet militaire et les décisions fondamentales sous l'autorité d'un « haut-commissaire ». Il y en aura sept entre 1920 et 1948. Le premier d'entre eux est Sir Herbert Samuel, un Juif mais aussi un sympathisant sioniste.
Le système politique dans la communauté juive sera organisé autour d'une assemblée élue, Asefat ha-nivharim, avec une forme restreinte de « pouvoir législatif », et d'une « Agence juive » chargée du pouvoir exécutif. Les premières élections à l'Asefat ha-nivharim ont lieu en 1920. L'Agence juive est formée en 1922, comme une simple branche de l'OSM. On trouve aussi un Conseil National (Va'ad Leoumi) surtout administratif, s'occupant de l'éducation, des autorités locales, des affaires sociales et de la santé.
Le pouvoir de l'Assemblée juive est assez limité, et elle restera de peu d'influence réelle jusqu'à la création d'Israël en 1948, qui signe son remplacement par la Knesset. C'est en fait l'Agence juive qui va concentrer les pouvoirs au sein du Yichouv, particulièrement dans le nouveau Yichouv sioniste. Elle deviendra progressivement un véritable appareil étatique.
L'Agence juive verra son influence grandir en 1929, au 16e congrès sioniste, quand elle prend son autonomie de l'OSM et que les Juifs religieux non-sionistes acceptent de collaborer avec elle. Il ne s'agissait pas pour ces derniers de créer un état juif, mais de trouver une terre d'accueil aux nombreux juifs qui tentaient de quitter l’Europe centrale et orientale en proie à la montée de l'antisémitisme. Malgré cette limite, Il s'agit là d'un changement remarqué dans le très fort rejet du sionisme que portait ce courant de pensée. Il ne s'agit pas d'un ralliement idéologique, mais du début d'un mouvement d'acceptation d'un État juif.
Il est à signaler que l'Agence juive s'est rapidement dotée d'un bras armé : la Haganah. Celle-ci est formée initialement à Jérusalem en 1920, après des émeutes anti-juives. Elle est généralisée par l'Agence juive au début des années 1920 en tant que milice chargée de défendre le Yichouv contre d'éventuelles attaques arabes. La Haganah n'est pas reconnue par la puissance mandataire, et les relations entre celle-ci et la milice juive oscilleront au gré des époques, allant de l'indifférence à la répression, en passant par l'alliance (pendant la « Grande révolte arabe »).

### Le refus arabe de l'implication institutionnelle et du mandat

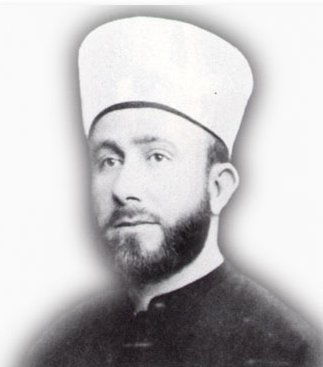
Amin al-Husseini, grand mufti de Jérusalem et président du Haut Comité arabe.

Les Britanniques proposeront aux représentants de la communauté arabe de créer également une « Agence » pour représenter leur communauté. Mais ces dirigeants refuseront, considérant qu'il y aurait eu là une reconnaissance du mandat pro-sioniste de la SDN et de sa validité.
Ce refus a sans doute limité les possibilités d'action des nationalistes arabes en Palestine (le nationalisme palestinien spécifique est encore en formation). Mais il aura aussi pour conséquence d'inquiéter la direction britannique.
Sans contester directement la présence britannique, les dirigeants arabes de Palestine contestent vigoureusement les termes du mandat, qui prévoient le renforcement indéfini de la présence sioniste en Palestine. Cette attitude est soutenue par les nationalistes arabes du Moyen-Orient. Dès les premières émeutes de 1920, les Britanniques se rendent compte que leur politique pro-sioniste risque de porter atteinte à leurs intérêts moyen-orientaux. En 1922, un premier « livre blanc » britannique (sous la direction de Winston Churchill, alors secrétaire aux colonies) propose de limiter l'immigration juive. Il y en aura d'autres au fur et à mesure du durcissement des oppositions. Cependant, jusqu'en 1939, le Royaume-Uni continuera à autoriser une large immigration juive.

### L'immigration juive
La grande majorité des sionistes (on note quelques exceptions, comme celle de Ahad HaAm) considère après 1922 et l'obtention du mandat que le sionisme a maintenant deux objectifs concrets : bâtir des institutions nationales et encourager l'immigration juive.
La population juive passe de 83 000 à la fin de 1918, à 164 000 en 1930, puis à 463 000 en 1940 et à 650 000 lors du vote de la création d'Israël en 1947. La croissance vient de l'immigration, mais aussi d'une forte natalité. Pendant cette période, la population arabe double, passant de 660 000 à 1 200 000.
Comme pour les deux premières aliyah (1881-1902 et 1903-1914), ce sont les troubles antisémites en Europe qui ont rythmé les vagues d'émigration hors d'Europe, vers l'Amérique, l'Europe occidentale, et de plus en plus la Palestine.
La troisième alya (1919-1923) est liée aux troubles et guerres civiles qui suivent en Europe orientale la Première Guerre mondiale et la révolution bolchévique. Elle concerne 35 000 personnes, surtout des jeunes gens aux convictions sionistes-socialistes. Ils seront à l'origine, en 1921, du premier vrai kibboutz (Ein Harod, une ferme collectiviste) et du premier moshav (Nahalal, une ferme coopérative).
La quatrième alya (1924-1928) amène en Palestine 80 000 immigrants assez différents. Ce sont majoritairement des Polonais membres des classes moyennes, chassés par les mesures économiques anti-juives du gouvernement de Varsovie. Même si beaucoup soutiendront la gauche, d'autres, plus conservateurs, iront vers les sionistes généraux, les révisionnistes de droite (voir ci-dessous), voire les sionistes religieux. La quatrième aliyah entraîne un développement urbain (ces immigrants sont peu intéressés par les communautés rurales des pionniers sionistes - socialistes), du commerce, de l'artisanat. En 1924, le Technion (université technique) est fondé à Haïfa puis en 1925, l'Université hébraïque de Jérusalem ouvre sur le mont Scopus. Mais cette vague d'immigration entraîne aussi un déséquilibre entre les capacités économiques du pays et l'afflux de populations nouvelles. Ce déséquilibre amène un chômage important. La crise est sévère et dure de 1926 à 1929, entraînant un phénomène de départ de certains des nouveaux immigrants.

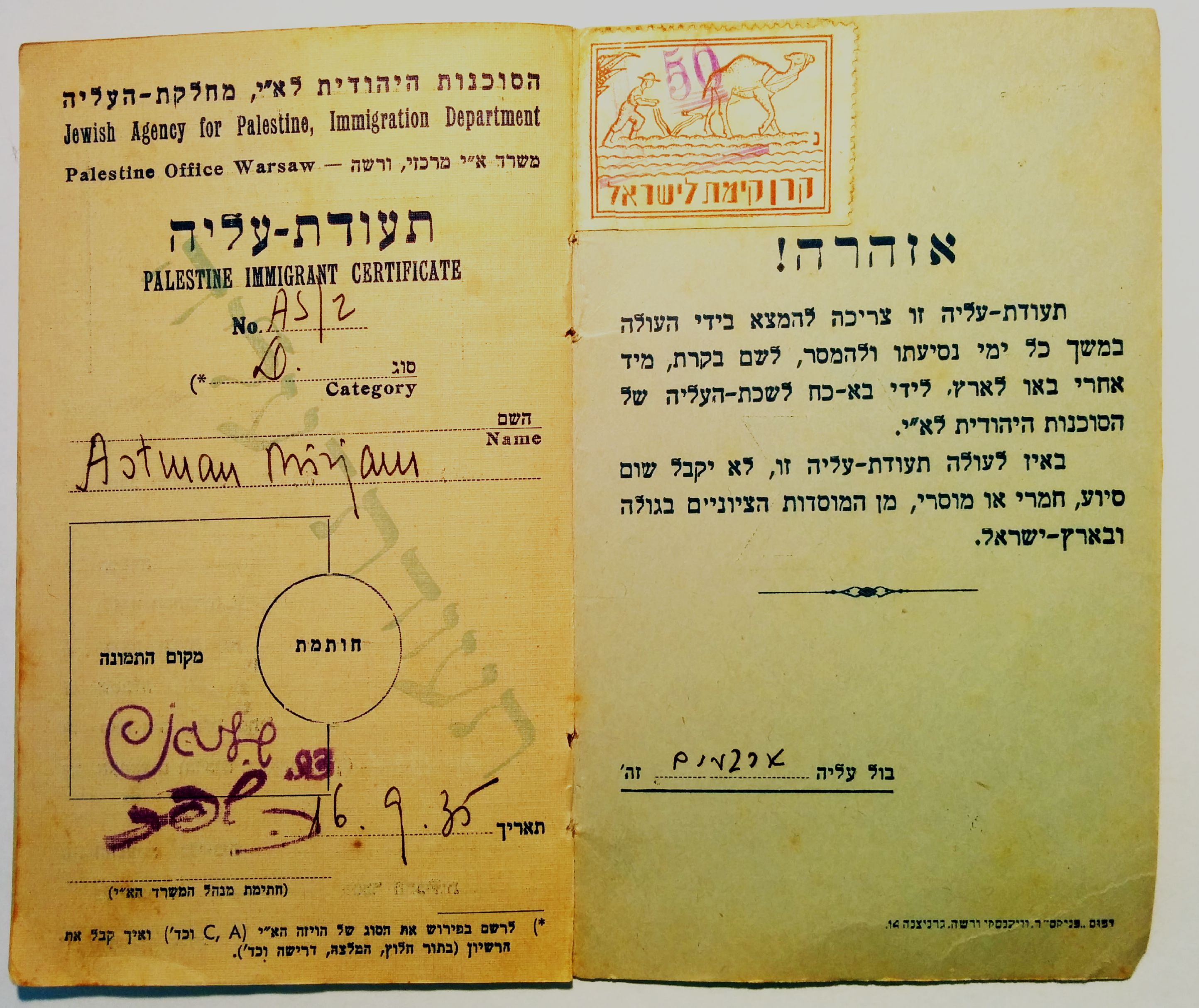
Visa d'immigration en Palestine délivré à Mirjam Astman à Varsovie par l'Agence juive, en 1935.

La cinquième aliyah (1929-1939) voit l'immigration de 180 000 Juifs. Ils viennent d'Europe orientale, où se structurent des régimes nationalistes autoritaires plus ou moins antisémites. 40 000 proviennent d'Allemagne et d'Autriche, où les Nazis viennent de prendre le pouvoir. Il y a même un accord dit de Haavara (« transfert ») conclu entre l'Organisation sioniste et le Troisième Reich en 1933, et actif jusqu'en 1938. Cet accord provoque d'ailleurs des affrontements entre les « pragmatiques » comme Ben Gourion, qui veulent amener un maximum de Juifs et de capitaux (30 millions de dollars sont ainsi transférés) en Palestine, et ceux qui s'opposent à tout contact avec les Nazis. La conférence d'Evian du 6 au 16 juillet 1938, se marque par l'échec de l'accueil des réfugiés juifs fuyant le nazisme. les organisations sionistes, dont la présence de Golda Meïr, s'opposent à un accueil ailleurs que dans un même endroit, sur les terres de Palestine. La cinquième aliyah est particulièrement importante, non seulement parce qu'elle est la plus forte d'un point de vue démographique, mais aussi parce qu'elle amène une population relativement riche, éduquée, qui permettra une notable modernisation de la structure économique du Yichouv. Cette immigration est également socialement et économiquement plus conservatrice que la troisième alya. On peut enfin noter que sur les 180 000 immigrants, environ 15 000 sont des illégaux, amenés dans le pays à compter de 1934 sans passer par l'Agence juive et le contrôle britannique. En effet, les quotas britanniques d'immigration, quoique larges, deviennent insuffisants pour les demandes. Cette immigration illégale, qui suscite les réserves de l'Agence juive qui ne veut pas de problème avec les Britanniques, est à la fois organisée par la gauche kibboutznik (les habitants des kibboutzim) et par les activistes de la droite révisionniste. En 1936, l'opération « Homa Oumigdal » (murailles et tours) commence. Il s'agit d'une entreprise d'implantations surprises aboutissant, de 1936 à 1939, à créer 51 nouvelles localités, chacune en une seule nuit, dans un contexte d'affrontement avec les Arabes.
À compter de 1939, les Britanniques réduisent fortement le nombre des visas accordés aux Juifs voulant se rendre en Palestine, alors même que la pression sur les Juifs d'Europe devient intenable avec le déclenchement de la Seconde Guerre mondiale, et surtout avec le début du génocide des Juifs en 1941-1942.
L'immigration de 1939 à 1947 est dès lors largement illégale. Elle concerne environ 80 000 personnes fuyant l'Europe. La majorité viennent dans l'immédiat après-guerre et sont des rescapés du génocide, essayant d'éviter le blocus britannique. Ceux qui échouent sont placés dans des camps de rétention, en Allemagne ou à Chypre, provoquant un sentiment de solidarité dans le monde occidental. L'Agence juive utilisera d'ailleurs ce sentiment en organisant une double immigration : d'un côté une immigration totalement clandestine, et de l'autre des tentatives ouvertes de forcer le blocus britannique. Ces dernières tentatives, débouchant généralement sur un arraisonnement britannique, visaient à poser publiquement la question de l'immigration juive. La plus connue de ces tentatives d'immigration illégale mais pas vraiment clandestine est celle du cargo Exodus, un bateau transportant 4 500 immigrants illégaux, qui fut illégalement arraisonné par la marine britannique dans les eaux internationales. C'est en partie cette crise des réfugiés de 1946-1947 qui explique la création de l'État juif par l'ONU en 1947.
Finalement, l'immigration a été forte entre 1918 et 1947. Elle a surtout concerné des Juifs européens. De ce fait, les Séfarades ne représentent en 1947 que 20 % des Juifs du Yichouv.

### La scission des sionistes révisionnistes (1925-1935)

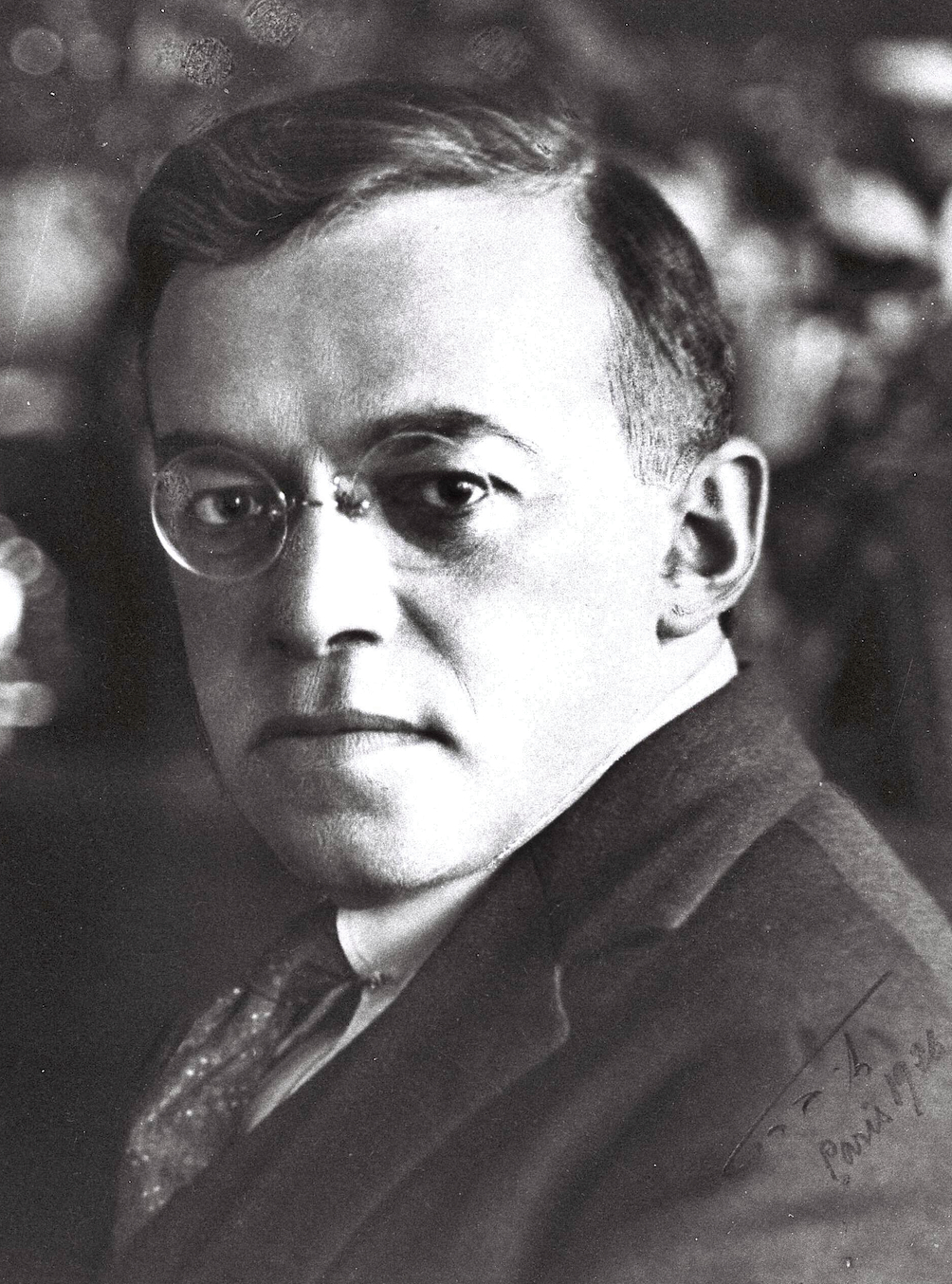
Zeev Vladimir Jabotinsky, le chef des révisionnistes.

La droite sioniste, d'ailleurs assez centriste, était dominée depuis la fondation de l'OSM par les sionistes généraux.
Dans les années 1920, on constate la radicalisation d'une nouvelle droite nationaliste. Cette évolution est une traduction dans les milieux juifs d'une tendance à la radicalisation nationaliste dans beaucoup de partis de droite européens de l'époque. Cette radicalisation est liée aux contestations des nouvelles frontières issues de la Première Guerre mondiale et au choc de la révolution bolchévique.
En tant qu'idéologie d'origine européenne, le sionisme a toujours été influencé par les évolutions politiques de son milieu d'origine, on l'a vu pour les courants libéraux ou de gauche. Il en va de même sur la droite de l'échiquier politique.
Plus spécifiquement, l'apparition du parti révisionniste est liée à deux éléments :
- le rejet du bolchevisme et, au-delà, des idéologies de gauche qui s'imposent en force dans le nouveau Yichouv. Les révisionnistes accuseront longtemps la gauche sioniste d'être constituée de crypto-bolchéviques ;
- le refus de la division d'Eretz Israël, c'est-à-dire la création de l'émirat des hachémites de Transjordanie (actuelle Jordanie).

Dans la Bible, certaines régions à l'Est du Jourdain sont le territoire de tribus d'Israël. Pour les nationalistes intransigeants (d'ailleurs plutôt laïcs à l'époque), c'est donc une terre devant revenir aux Juifs.
Zeev Vladimir Jabotinsky (1880-1940), un leader sioniste né à Odessa (empire tsariste), refuse cette « division ». Il conteste aussi l'acceptation par l'OSM du mandat de la SDN. En effet, le mandat parle d'un « Foyer National Juif » mais pas d'un État indépendant, ce qui est insuffisant pour Jabotinsky. Mais à ce stade de la présence juive en Palestine, l'OSM et l'Agence juive estiment maladroit et prématuré d'aller plus loin. Ainsi, en 1931, le dix-septième congrès sioniste refuse encore de se positionner officiellement en faveur d'un État juif indépendant.
Après l'affaire Simon Petlioura, Jabotinsky démissionne de son poste à la direction de l'OSM au début 1923 et organise une fédération indépendante voulant « réviser » le sionisme. Il réclame une immigration plus large, la constitution d'une « brigade juive » chargée de défendre Eretz Israël et l'autodétermination, c'est-à-dire l'indépendance.
En 1925, il crée formellement l'« Union mondiale des sionistes révisionnistes » ayant son siège à Paris.
Le parti révisionniste va alors se positionner comme le représentant d'une droite nationaliste intransigeante. Le parti révisionniste a une organisation de jeunesse, le Betar, encore plus radicale. Ce dernier reprend certaines formes des mouvements fascistes : uniforme, culte du chef, entraînement paramilitaire, mais sans adhérer officiellement au fascisme.
Rapidement, la haine domine les relations avec la gauche sioniste, marquées de part et d'autre par une incroyable violence verbale. Ben Gourion surnomme Jabotinsky dans les années 1930 « Vladimir Hitler » et l'accuse d'être un fasciste. De leur côté, les révisionnistes considèrent volontiers les travaillistes du Mapaï (unifié en 1930) comme de dangereux communistes, et les membres du Betar font parfois le coup de poing dans les meetings de gauche.

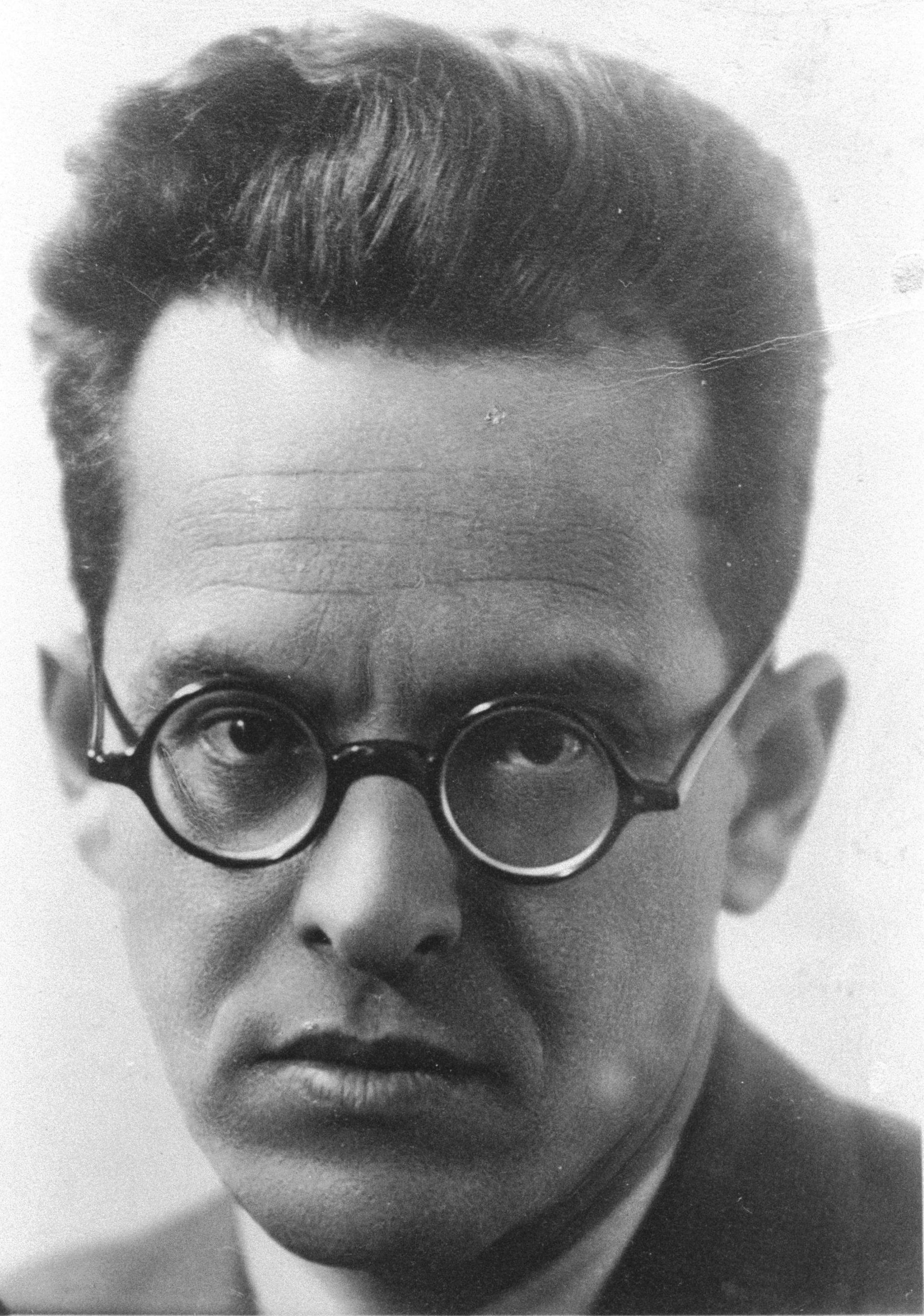
Abba Ahiméir, un des chefs de l'extrême-droite révisionniste en 1932.

En pratique, la gauche sioniste est engagée dans un processus de social-démocratisation assez rapide, bien loin du communisme. Le révisionnisme ne va pas de son côté jusqu'au fascisme. On peut cependant constater que chez les travaillistes, une aile gauche anti-capitaliste voire pro-soviétique existe, et que des sympathisants fascistes proclamés opèrent sur l'aile droite du parti révisionniste (Brit Ha'birionim sous l'autorité de Abba Ahiméir). Tout en refusant de les suivre, Jabotinsky refuse aussi de rompre avec eux. En 1933, on voit même Abba Ahiméir approuver certains aspects du nazisme (en particulier « la pulpe anti-marxiste », selon son expression), par anticommunisme. Cette sortie provoque par contre la fureur de Jabotinsky, très inquiet devant la montée du nazisme.
En 1935, les révisionnistes font un pas de plus dans leur critique des institutions sionistes, et décident de quitter l'OSM du fait du refus de celle-ci de revendiquer officiellement un État juif. Au-delà de la divergence idéologique bien réelle, les relations avec la gauche (qui avait pris le contrôle de l'OSM en 1933) étaient devenues tellement mauvaises qu'une collaboration était très difficile.

### La prise de pouvoir par les travaillistes (1931-1933)

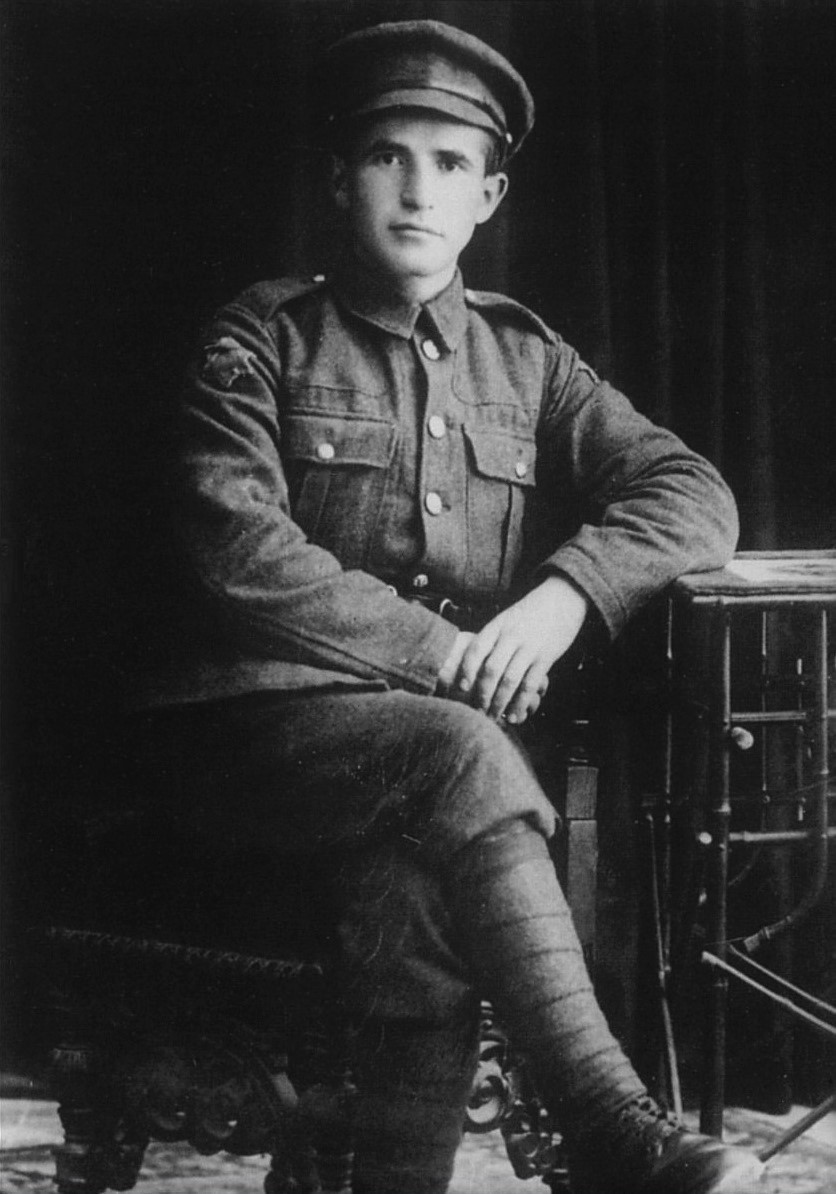
David Ben Gourion en 1918.

En 1919 est créé l'Achdut Ha'avoda. En 1930, il fusionne avec le Ha'poel Hatzaïr, le grand parti de la gauche non marxiste, pour former le parti travailliste Mapaï (Parti ouvrier d'Eretz Israël).
Cette fusion de la gauche modérée donne un poids politique particulièrement important à la gauche sioniste, qui est maintenant la fraction politique la plus importante au sein de la communauté juive en Palestine.
En 1931, les différents courants sionistes – socialistes (surtout le Mapaï, mais aussi les petits partis de l'extrême-gauche sioniste) gagnent 42 % des suffrages.
En 1933, avec le soutien des libéraux de Haïm Weizmann, les travaillistes prennent le pouvoir au sein de l'OSM.
L'homme clef de l'époque est David Ben Gourion. Il est le leader du Mapaï, le président de l'Agence juive (l'exécutif sioniste en Palestine) et le secrétaire général de la Histadrout (jusqu'en 1935). La Histadrout (Association générale des travailleurs d'Eretz Israël) est bien plus qu'un syndicat. Elle dirige aussi un vaste secteur économique (kibboutzim, moshavim, entreprises coopératives), une importante caisse d'assurance maladie (Kupat Holim), prend en charge les écoles du courant « ouvrier », et intervient dans le domaine socio-culturel (associations sportives, culturelles, édition, journaux).
Le pouvoir de Ben Gourion et de son parti est donc très important au sein du Yichouv et de l'OSM, ce qui lui vaut d'être traité de dictateur par Jabotinsky.
À compter du début des années 1930 et jusqu'en 1977, le parti travailliste sera le parti hégémonique de la vie politique du Yichouv puis d'Israël, restant au pouvoir de façon permanente.

### La Grande révolte arabe de 1936-1939

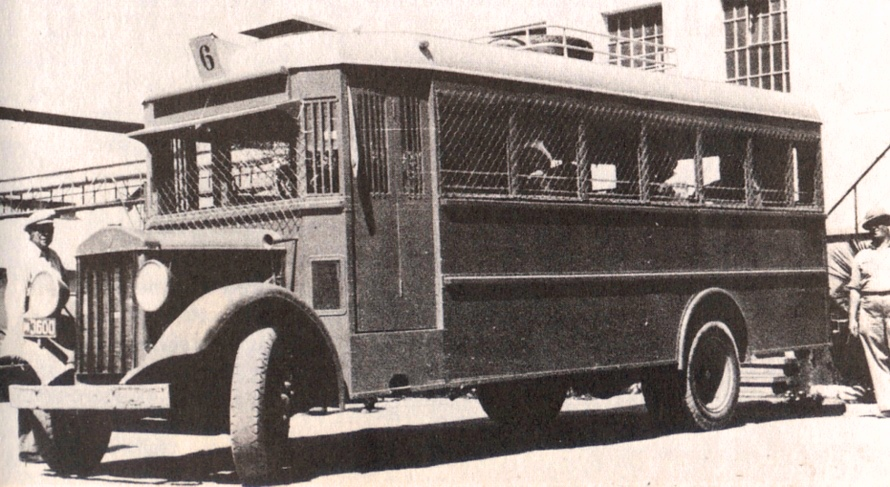
Un bus juif protégé contre les jets de pierre arabes, pendant la grande révolte 1936-1939.

En 1929 et 1930, il y a eu de nouvelles émeutes arabes contre la colonisation juive (150 Juifs morts, plusieurs dizaines d'Arabes). Elles visent en pratique tous les Juifs, qu'ils appartiennent au nouveau Yichouv ou à l'ancien. C'est ainsi que la vieille communauté juive de Hébron est chassée de sa ville. Ces émeutes sont le signe que la situation se tend de plus en plus. Les Arabes de Palestine ont de plus en plus peur d'être dépossédés de leurs terres. Elles marquent aussi la montée en puissance du mufti de Jérusalem et chef du conseil suprême musulman, Amin al-Husseini, qui se pose de plus en plus comme chef politique et religieux des Palestiniens intransigeants, tant à l'égard du sionisme que de l'occupant britannique.
De 1935 à 1939 se déroule ce qu'on appellera « la Grande Révolte arabe en Palestine ».
En novembre 1935 a commencé, en Galilée, une petite guérilla menée au nom du jihad par un prédicateur musulman, Izz al-Din al-Qassam, rapidement tué par les Britanniques.
Au début de 1936, le Royaume-Uni abandonne, sous la pression sioniste, un projet d'assemblée législative représentant toute la population de Palestine, et dans laquelle les Arabes auraient forcément été majoritaires.
Cet abandon et les événements de Galilée provoquent en avril 1936 une grève générale qui dure six mois et qui s'accompagne d'actions de guérilla contre les forces britanniques, mais aussi de violences contre les civils juifs. Le Haut Comité Arabe, dirigé par le mufti, est au cœur de la mobilisation arabe. Mais celle-ci, mal organisée, reste cependant peu centralisée. La violence vise les Britanniques (assassinat du gouverneur de Galilée en septembre 1937), les Juifs (415 morts entre 1937 et 1939) et même des Arabes modérés.
Le Royaume-Uni réprime de façon très dure à travers la justice militaire d'exception, l'envoi de 20 000 soldats, les arrestations et les expulsions hors de Palestine. Même des modérés sont touchés, et la société arabe palestinienne sort durablement affaiblie de cette épreuve de force.
La Haganah a soutenu les troupes britanniques, parfois dans une coopération étroite, et sort renforcée des événements.
Cependant, les Britanniques sont conscients que la solution ne peut être exclusivement militaire, d'autant que le nationalisme arabe grandit au Moyen-Orient et se sent solidaire des Arabes de Palestine. L'empire britannique a donc un intérêt, et pas seulement pour la Palestine, à trouver une solution acceptable par tous.

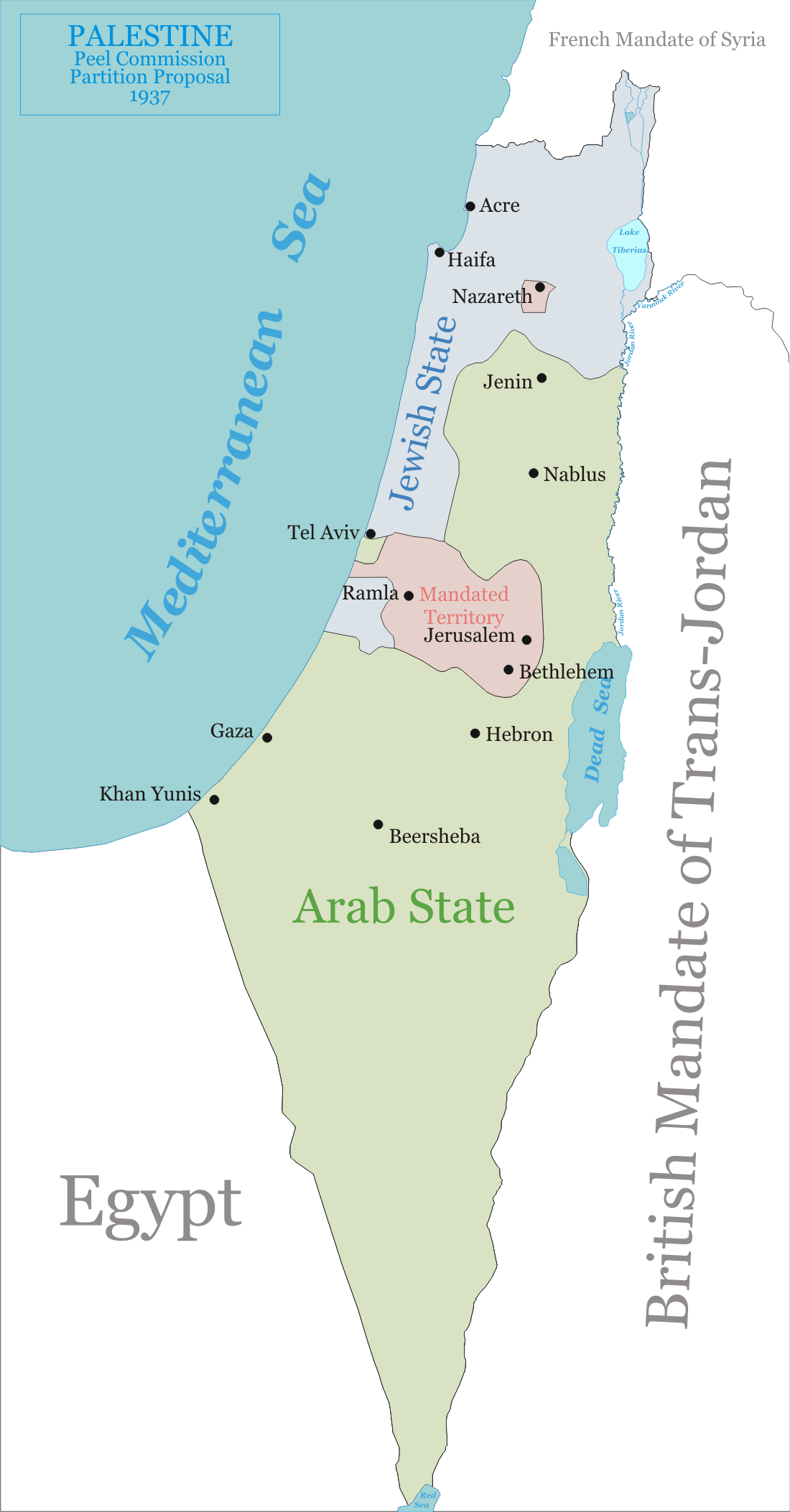
Le projet de partage de la Palestine selon la commission Peel.

Le gouvernement étudie en 1937 (commission Peel) un projet de partage de la Palestine, qui attribue aux Arabes la majorité du territoire (85 %), mais qui créerait un État juif en Galilée et sur la bande côtière (15 % de la Palestine). De part et d'autre, de grosses réserves surgissent.
- David Ben Gourion et Haïm Weizmann (contre bon nombre de leurs partisans) acceptent le plan à regret, considérant qu'un État juif ne peut être refusé, malgré ses limites territoriales. L'OSM, par contre, rejette les frontières proposées, tout en acceptant de discuter d'un plan de partage. Le Parti révisionniste de Jabotinsky, enfin, est totalement hostile au projet.
- Les modérés arabes (autour de la puissante famille des Nashashibi et des Transjordaniens) acceptent également avec réticence, mais le projet est rejeté par les partisans du mufti en exil.

Le manque d'enthousiasme de tous fera finalement échouer le projet (novembre 1938). Mais le gouvernement britannique continue à chercher une solution.
Le gouvernement publie alors en mai 1939 un nouveau « livre blanc », qui est un choc pour le mouvement sioniste et qui peut lui faire craindre le succès politique de la grande révolte, alors même que son échec sur le terrain est consommé. Le « livre blanc » prévoit en effet un sévère coup de frein à l'immigration juive et, sous 10 ans, une autodétermination de la Palestine dans son ensemble, ce qui amènera forcément les Juifs à être minoritaires dans l'État arabe. Il s'agit d'un revirement en profondeur de la politique menée depuis 1917 consistant à appuyer le mouvement sioniste pour contrôler cette partie du Moyen-Orient. Manifestement, le gouvernement britannique est arrivé à la conclusion que cette politique crée plus de problèmes qu'elle n'en résout, et il se rapproche ainsi des nationalistes arabes.
La Grande Révolte arabe parvient ainsi à provoquer la rupture entre le sionisme et le pouvoir britannique. Les relations resteront dès lors tendues jusqu'à l'indépendance d'Israël, qui sera obtenue par une politique de confrontation avec l'empire britannique, et non plus par une politique de coopération.

### L'apparition de l'Irgoun

Un logo de l’Irgoun : un fusil brandi devant une carte des territoires revendiqués par l’organisation : les actuels Israël, territoires palestiniens, ainsi que la Jordanie.

Après les émeutes arabes de 1929-1930, un débat est apparu au sein de la Haganah et de sa direction politique (l'Agence juive): fallait-il rester dans une politique défensive, ou passer à l'offensive en se livrant à des représailles contre les émeutiers, voire contre la population arabe qui les soutenait ? La position officiellement adoptée est celle du maintien d'une politique de retenue (« Havlagah ») dans l'utilisation de la violence, en refusant en particulier la violence aveugle contre les civils arabes. Un groupe d'activistes, de gauche et de droite, fonde alors la Haganah Beth (la Haganah « B »), en rupture avec les instances officielles du sionisme et la Havlagah. La Haganah Beth (puis Haganah nationale) n'est pas une organisation de droite, même si les révisionnistes y sont nombreux. Elle aura en pratique une activité assez faible.
Après le déclenchement de la Grande Révolte arabe, certains des membres de l'organisation (y compris le fondateur Avraham Tehomi), plutôt à gauche, décidèrent de rejoindre la Haganah pour former un front commun contre les Arabes.
L'organisation devient alors l’Irgoun Tsvai Leumi (Organisation militaire nationale), parfois appelé IZL ou Etzel. Après le départ des militants de gauche, l'Irgoun est maintenant clairement l'organisation armée du parti révisionniste, même si elle est en pratique quasiment indépendante. Jabotinsky (que les Britanniques ont expulsé de Palestine) est reconnu comme responsable suprême. Mais il n'exerce pas de responsabilités opérationnelles.
L'Irgoun se spécialise dans des opérations de représailles contre les militants arabes, mais aussi de plus en plus contre des civils arabes pris au hasard. Elle utilise en pratique des méthodes similaires à celles des groupes armés arabes, qui ciblent aussi les civils juifs, ce qui lui vaut les critiques des instances officielles du Yichouv et le classement par les Britanniques comme organisation terroriste. On estime qu'environ 200 à 250 civils arabes seront tués dans des opérations de l'Irgoun pendant cette période.
Une des plus grandes campagnes de l'Irgoun est menée en 1938, après l'exécution par les Britanniques d'un membre de l'Irgoun (Ben Yosef). Jabotinsky ordonne à l'Irgoun « invest heavily » (frappez dur). Le bilan des représailles est lourd :
- 5 Arabes abattus le 4 juillet 1938 dans plusieurs attentats ;
- le 6 juillet, 2 bombes placées dans des bidons de lait explosent en plein marché arabe de Haïfa. La foule attaque les Juifs, la police tire : 21 Arabes et 6 Juifs sont tués dans l'attentat et l'émeute ;
- une bombe placée dans la rue tue 2 Arabes à Jérusalem le 6 juillet ;
- une bombe placée dans la rue tue 3 Arabes à Jérusalem le 8 juillet ;
- une bombe placée dans le souk de la vieille ville de Jérusalem tue 10 Arabes le 15 juillet ;
- une bombe placée dans le marché arabe de Haïfa le 25 juillet 1938 fait 45 morts (bilan britannique – l'Irgoun pense que les Britanniques ont réduit le bilan pour calmer la foule arabe. Une enquête interne à l'Irgoun donne 70 morts) ;
- le dernier gros attentat de la campagne de 1938 sera commis le 26 août : un tonneau de dynamite explose dans le souk de Jaffa et fait 24 morts.

En terme sécuritaire, on note que la campagne d'attentats de 1938 a augmenté les représailles arabes, et le nombre de Juifs tués pendant cette période augmente spectaculairement : 50 par mois entre juillet et octobre, contre 7 par mois au cours des 9 mois précédents
Au début de 1939, après des informations sur une révision de la politique palestinienne du Royaume-Uni (confirmée ensuite par le « Livre Blanc »), l'Irgoun relance ses actions. Ainsi sont tués au hasard 27 Arabes dans les rues de Haïfa, Tel-Aviv et Jérusalem, le 27 février 1939, ce qui entraîne les félicitations de Jabotinsky (« votre réponse aux manifestations de victoire des ennemis de l'État juif a produit un effet énorme et positif » - lettre de Jabotinsky à David Ratziel, chef de l'Irgoun – archives Jabotinsky).
Le bilan politique de ces actions semble finalement plutôt négatif. L'utilisation de la violence contre les civils arabes est largement condamnée par le Yichouv, et isole la droite nationaliste, l'Irgoun et Jabotinsky.
Fin 1939, la Seconde Guerre mondiale entraîne l'arrêt des actions de l'Irgoun.

### La Seconde Guerre mondiale (1939-1945)
La Seconde Guerre mondiale commence en septembre 1939, et se termine avec la défaite de l'Allemagne nazie (en mai 1945) et du Japon (en août 1945). À compter de 1939 et plus encore de 1941, l'Allemagne nazie s'empare de vastes territoires peuplés de millions de Juifs. À partir de 1941-1942 commence un génocide qui verra la mort de 5 à 6 millions de Juifs. La période est donc critique pour le judaïsme mondial, et cette crise vient s'ajouter à celle du sionisme à partir du « Livre Blanc » de 1939.

#### Le choix du mufti

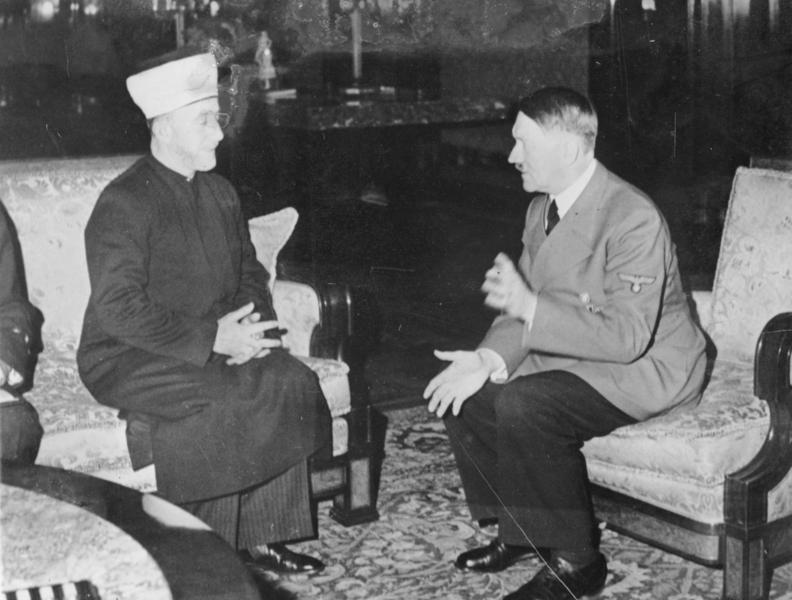
Rencontre avec Hitler en 1941.

La Grande Révolte arabe avait décapité le mouvement nationaliste arabe en Palestine, et contraint le Mufti à l'exil. Privé de sa base palestinienne, il se cherche des alliés. En 1941, Haj Amin al Husseini signe une alliance avec l'Axe, et plaide pour résoudre le problème des Juifs au Moyen-Orient « selon les méthodes de l'Axe ».
Réfugié en Allemagne nazie, il va lancer des appels (sans grand succès) aux musulmans du Moyen-Orient pour que ceux-ci se rallient à l'Allemagne contre l'occupant britannique.
Mais la majorité de la population arabe palestinienne est sous le choc de la répression, et est également satisfaite du « Livre Blanc » de 1939. Elle ne bouge pas.

#### Le cessez-le-feu de l'Irgoun (1940)
En 1940, l'Irgoun décide que la situation en Europe est plus grave que celle du « Foyer National Juif », et décide d'arrêter le conflit avec les Britanniques. L'Irgoun conclut un accord avec les Britanniques pour participer à des actions offensives, en particulier dans le domaine du sabotage, et son chef David Ratziel sera tué au combat en 1941.
Jabotinsky a approuvé l'accord. Il meurt d'une crise cardiaque aux É.-U. le 4 août 1940. Avec lui disparaît le chef charismatique de la droite nationaliste sioniste.

#### La scission du groupe Stern (1940)

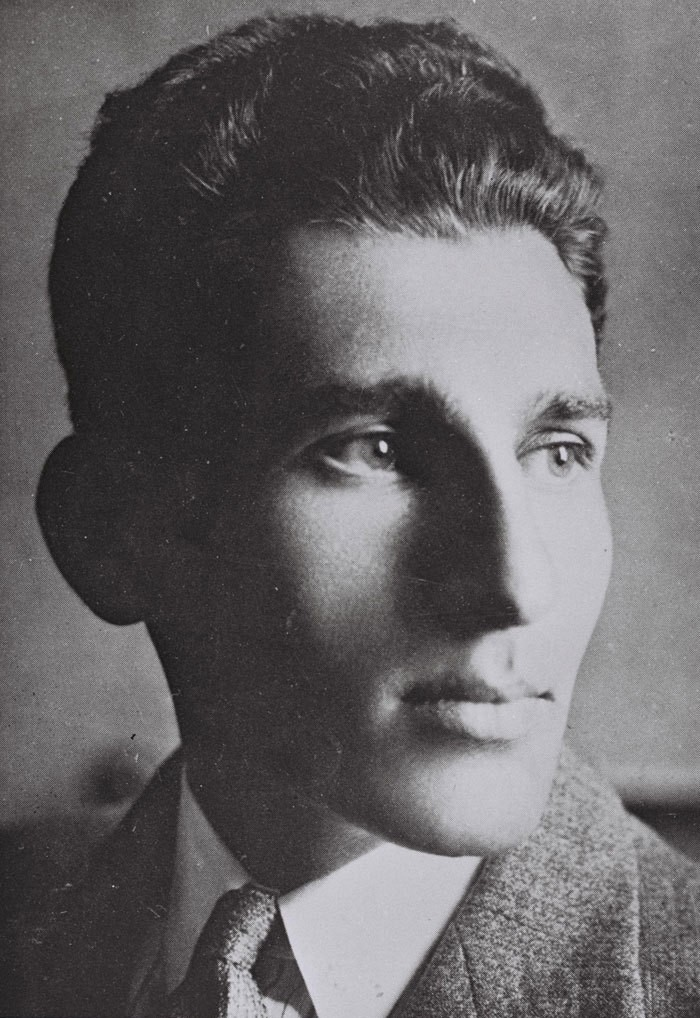
Avraham Stern.

Le choix de la direction de l'Irgoun ne fait pas l'unanimité. Avraham (« Yair ») Stern le conteste et considère au contraire que la menace de disparition du « Foyer National Juif » au bout de la période de 10 ans prévue par les Britanniques est la plus grave. Il crée avec quelques nationalistes radicaux, comme Yitzhak Shamir, futur premier ministre d'Israël, un scission qu'il appelle d'abord « Irgoun Tsvai Leumi beIsraël », puis « Lohamei Herut Israël » (Combattants pour la liberté d'Israël) ou Lehi. Les Britanniques l'appellent le « Stern gang » traduit en français par « groupe Stern ». Cette scission se livre à des attentats contre les Britanniques ou des Juifs « collaborateurs » et tente même de prendre contact avec les Allemands, au nom de la différence entre le « persécuteur » (l'Allemagne), préférable à « l'ennemi » (les Britanniques qui empêchent l'État juif). Le Stern est finalement démantelé fin 1941 - début 1942, et entre en sommeil. Les responsables sont morts (Stern) ou en prison (Shamir).

#### Les choix du Yichouv – collaboration et confrontation

Insigne de la Brigade juive pendant la Seconde Guerre mondiale, recrutée par les Britanniques au sein du Yichouv.

Le Yichouv dans son ensemble approuve le choix de l'Irgoun et de l'Agence juive de participer à l'effort de guerre contre l'Allemagne nazie. Et ce, tant par solidarité avec les Juifs européens que par peur d'une arrivée des troupes nazies en Palestine en cas de victoire de l'Allemagne. De nombreux Juifs du Yichouv vont donc s'engager dans les troupes britanniques.
Mais dans le même temps, l'inquiétude sur le projet britannique d'un État palestinien à majorité arabe continue à mobiliser fortement les dirigeants sionistes. Ceux-ci regardent de plus en plus vers les États-Unis, et durcissent le ton vis-à-vis des Britanniques. En 1942, lors du congrès sioniste de Biltmore, aux États-Unis, le mouvement sioniste annonce officiellement qu'il revendique un État juif sur l'ensemble de la Palestine. Les Arabes y seraient citoyens, mais minoritaires grâce à une immigration juive de masse.

#### La résurgence de la lutte armée (1943-1944)
À compter de 1943, les dirigeants emprisonnés du Lehi s'évadent et réorganisent le groupe. Celui-ci regroupe dorénavant diverses factions ultra-nationalistes partisanes de la lutte armée. On y trouve des révisionnistes classiques, une extrême-droite issue des sympathisants fascistes d'avant-guerre, une gauche radicale pro-soviétique (peu importante) et des « Cananéens », un mouvement qui se réclame d'un nationalisme « hébreu » totalement coupé du judaïsme. Le groupe reprend rapidement ses actions anti-britanniques, mais est largement condamné par le Yichouv.
Le 6 novembre 1944, le Lehi assassine le Ministre-Résident britannique en Égypte, Lord Moyne. Les deux jeunes militants cananéens qui ont commis l'attentat sont condamnés à mort et exécutés par la justice égyptienne.
En février 1944, l'Irgoun considère que la guerre est maintenant gagnée par les alliés, et que le problème prioritaire redevient le projet britannique contre le « Foyer National Juif ». Il reprend à son tour les actions armées à l'encontre des Britanniques. L'Irgoun a aussi un nouveau chef depuis 1943 : Menahem Begin, venu de Pologne. Après la mort de Vladimir Jabotinsky en 1940, il s'est imposé progressivement comme le leader naturel de la droite nationaliste.

### L'effondrement du mandat international (1945-1947)

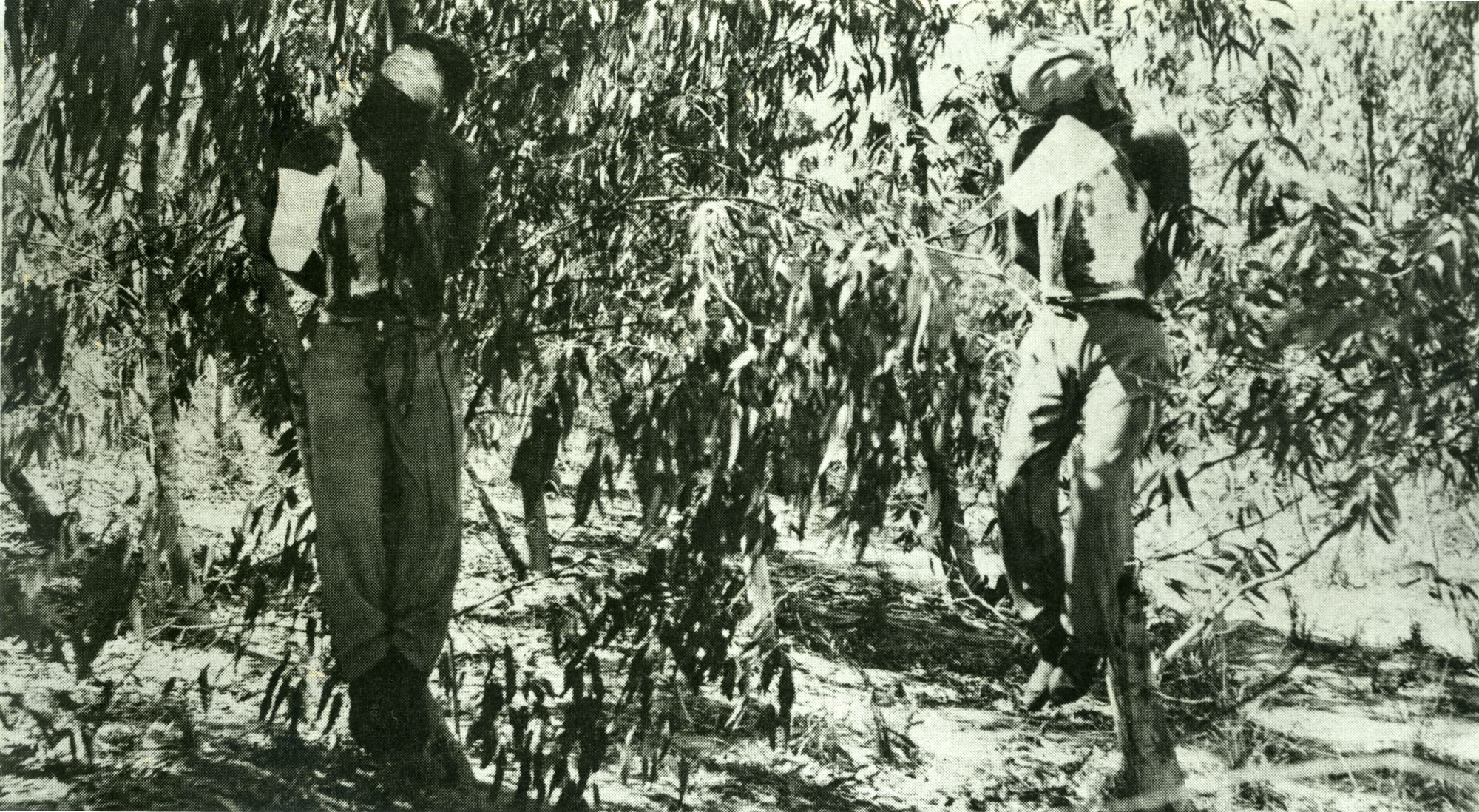
Deux sergents britanniques, Clifford Martin et Marvin Paice, capturés par l’Irgoun puis pendus, 1947.

Après la défaite de l'Allemagne nazie, deux questions deviennent prioritaires pour le mouvement sioniste:
- la question des réfugiés juifs d'Europe, survivants du génocide, dont beaucoup veulent partir d'Europe ;
- la question de la création d'un État juif en Palestine.

L'exécutif sioniste entre dans l'affrontement avec les Britanniques entre 1945 et 1947. Il utilise aussi la Haganah, mais il privilégie l'action légale (manifestations, grèves), et limite ses actions armées à des sabotages qui se veulent non meurtriers. L'attitude vis-à-vis de ceux qui sont officiellement considérés comme des terroristes évolue entre des moments d'affrontements (« la saison ») et des moments d'alliance. Mais globalement, le caractère sanglant de leurs actions est condamné. Dans le même temps, des contacts politiques se maintiennent.
En 1946-1947, la pression politique s'accroît sur le Royaume-Uni :
- la Palestine juive est ingouvernable, malgré le déploiement de 100 000 soldats britanniques ;
- les Arabes critiquent le Royaume-Uni ;
- la politique de restriction de l'immigration clandestine juive mène à l'emprisonnement de milliers de survivants du génocide, ce qui provoque une vague de sympathie dans l'opinion internationale, en particulier aux États-Unis et en France ;
- des troubles antisémites ont lieu au Royaume-Uni en réponse aux nombreux soldats britanniques tués par l'Irgoun et le Stern (Lehi) : il y aura 338 Britanniques tués entre 1944 et 1948 ;
- l'opinion publique britannique supporte mal, deux ans après la fin de la guerre, de voir 100 000 soldats risquer leur vie loin de chez eux.

En 1947, le Royaume-Uni décide de remettre le mandat qu'il tenait de la SDN aux Nations unies, qui en sont le successeur. Il semble que le gouvernement britannique espérait obtenir un plus grand soutien international pour son rôle en Palestine, mais l'ONU décide de mettre fin au mandat.

### Le partage de 1947

Le plan de partage de l'ONU.

L'ONU décide de revenir au projet de la commission Peel de 1937 en partageant la Palestine. Les Juifs se voient attribuer 55 % du territoire (plus que dans le projet Peel). Jérusalem devient une zone internationale. Les Arabes se voient attribuer le solde (un peu plus de 40 % du territoire).
Les Arabes palestiniens ont globalement refusé le partage (il y a des exceptions, en particulier chez les communistes). Les Juifs l'ont globalement accepté (sauf l'Irgoun et le Stern, ceux-ci continuant même à revendiquer la Transjordanie).
Le plan est voté en novembre 1947 grâce à la conjonction entre un soutien attendu des occidentaux et le soutien plus surprenant de l'Union soviétique. Staline a toujours montré une grande hostilité au sionisme, voire aux Juifs. Mais il estime que ce projet chassera les Britanniques hors de Palestine. De plus, il existe des factions pro-soviétiques au sein de la gauche sioniste qui est à l'époque dominante.
Après le partage, une période de 6 mois s'étend jusqu'au retrait britannique, en mai 1948. Pendant cette période, les Britanniques sont censés maintenir l'ordre, mais ils se cantonnent en fait dans une neutralité passive.
Dès le vote du partage par l'ONU (novembre 1947), des incidents se produisent, qui se transforment vite en guerre civile. Les Arabes attaquent les Juifs. La Haganah se maintient au départ dans une attitude défensive, mais le Stern et l'Irgoun, qui avaient cessé les attaques anti-arabes depuis 1939, reprennent les attentats contre les civils, sans obtenir de résultat politique ou militaire notable. Violence arabe et violence juive frappent les civils des deux camps.
À compter de fin mars 1948, la Haganah réorganisée passe à l'offensive. En 6 semaines, les irréguliers arabes sont vaincus, les groupes armés juifs prennent le dessus. Des villages arabes commencent à se vider de leur population dans les zones de conflits les plus durs.
Le 14 mai 1948, Israël proclame son indépendance pendant que les derniers Britanniques quittent le pays. Les Arabes palestiniens sont militairement vaincus et ils ne seront plus guère présents sur le devant de la scène politique jusque dans les années 1960.

### La période du mandat (1920-1947) - Synthèse
Cette période a vu la construction du Foyer national juif. L’État indépendant n'existe pas encore, mais une structure autonome qui en a presque tous les attributs s'est constituée.
Sur le plan démographique, la population juive a explosé, passant de 85 000 personnes en 1919 à 650 000. Mais cette population juive reste à 80 % ashkénaze, et ne représente donc qu'imparfaitement la diversité du Judaïsme mondial. Surtout, cette population ne représente toujours qu'un tiers de la population totale de la Palestine.
Sur le plan politique, les affrontements entre droite et gauche se sont considérablement tendus, sans cependant atteindre la rupture et la guerre civile. Ils opposent « réalistes » acceptant (sans enthousiasme) un partage territorial et nationalistes intransigeants revendiquant toute la Palestine plus la Transjordanie (actuelle Jordanie).

## Le sionisme après la création d'Israël
Après 1948, les organisations sionistes internationales perdent de leurs poids, les débats s'y concentrent surtout sur le soutien à Israël.

Le drapeau d'Israël.

Dès l'indépendance, les armées arabes du Liban, de la Transjordanie, de l'Égypte, de l'Irak et de la Syrie envahissent Israël (Voir guerre israélo-arabe de 1948). Ben Gourion, devenu le premier ministre, organise l'armée israélienne, Tsahal, en fusionnant la Haganah, l'Irgoun et le groupe Stern en une seule armée. Les armées arabes sont vaincues et signent un accord de cessez-le-feu avec Israël. Mais tous les états arabes restent officiellement en guerre contre Israël, et promettent une revanche. L'armée israélienne ne va donc cesser de se développer, et devient la première armée de la région.
En 1967, à la suite du blocus du détroit de Tiran aux navires israéliens par l'Égypte et du bombardement et infiltrations terroristes en son territoire, le 23 mai 1966, Israël lance une attaque préventive et conquiert la péninsule du Sinaï. La Syrie en alliance militaire avec l'Égypte attaque les positions israéliennes et bombarde le nord du pays. Le plateau du Golan syrien est conquis. La Jordanie attaque alors Israël, mais est vaincue à son tour. En six jours, Israël bat ces trois armées arabes et double la taille du territoire qu'il contrôle en s'emparant du Sinaï et du Golan, et des 27 % de la Palestine mandataire qui avaient échappé à Israël en 1948-1949.

### L'immigration

Immigration juive en Israël de 1948 à 2007.

De 1948 à 1967, il va y avoir deux grandes vagues d'immigrations. Comme toujours dans l'histoire du sionisme, ces vagues sont liées à des graves problèmes dans les pays d'origine.
De 1948 à 1952, près de 700 000 Juifs débarquent. La population de l'État double. C'est le plan Un Million de Ben Gourion, préparé depuis 1942. Il y a 2 origines à cette immigration :
- environ la moitié est composée de survivants du génocide juif en Europe. Ils sont presque tous ashkénazes (il existe des séfarades dans les Balkans et en Europe occidentale, cependant) ;
- une autre moitié vient des pays arabes : surtout l'Irak, le Yémen, la Syrie, le Liban et l'Égypte. Ils viennent surtout parce que la situation avec les populations et les gouvernements locaux s'est très fortement dégradée à la suite de la guerre israélo-arabe de 1947-1949. Il y a des émeutes anti-juives et un sentiment d'hostilité envers les Juifs dans ces pays arabes ;
- on trouve enfin parmi les immigrants des groupes plus restreints, comme les petites communautés de Juifs indiens ou afghans.

L'intégration de ces énormes masses est un problème important : l'État juif doit prouver qu'il peut réussir le « rassemblement des exilés ». Et c'est de toute façon une condition de survie pour Israël que d'augmenter sa population juive.
Les arrivants ont pour certains, surtout chez les européens, une formation « moderne » et peuvent plus facilement s'intégrer dans une économie industrielle. D'autres, surtout chez les orientaux, ont des niveaux de formation très bas, et vont souffrir longtemps d'un problème de chômage ou d'emplois sous-qualifiés. Il faut aussi enseigner l'hébreu à tous, leur trouver des logements et du travail. Des camps de tentes (ma'abarot), qui deviendront des villes, sont constitués dans l'urgence. Mais Israël va traverser une période économiquement très difficile lors de cette première vague d'arrivants, et les conditions de vie de ceux-ci sont dures.
Une seconde vague de 500 000 personnes arrive entre 1956 et 1966. Elle est constituée d'une minorité d'occidentaux quittant l'Europe de l'Est communiste, et d'une majorité de Juifs orientaux. Ceux-ci fuient une nouvelle vague anti-juive liée à la guerre israélo-arabe de 1956. 250 000 Juifs nord-africains (environ la moitié des Juifs de cette région) arrivent aussi du Maghreb français après l'indépendance de la Tunisie, du Maroc et de l'Algérie. Les Juifs les plus francisés (généralement les plus éduqués) sont allés en France. Les Juifs les moins francisés (généralement plus pauvres et moins éduqués) ont fait le choix d'Israël. Parmi eux, les Marocains sont particulièrement nombreux.
Voir le tableau de l'immigration juive après 1948.

Comme pendant les périodes précédentes, des vagues d'immigrants viennent en Israël. Comme précédemment, ces vagues sont majoritairement liées aux problèmes en Diaspora.
Une aliyah a lieu en 1967-1968. Elle est relativement peu importante. Elle concerne les derniers Juifs arabes et polonais chassés par l'ambiance « antisioniste » qui suit la guerre de 1967. Elle concerne aussi quelques milliers d'occidentaux (Américains, Britanniques et Français, surtout) qui ont tremblé pour Israël pendant la guerre.
Une aliyah amène 400 000 Juifs dans les années 1970. Ils viennent surtout de Russie, à la suite de négociations entre les États-Unis et l'URSS (dont une clause secrète qui proposait aux jeunes juifs mâles d'Urss de s'engager durant leur période de service militaire dans une unité d'élite de l'Armée rouge, dont les fameux spetsnaz, afin de favoriser leur dossier d'immigration vers Israël). Cette aliyah s'accompagne d'une immigration plus restreinte, mais idéologiquement très active : celle des nationalistes religieux d'extrême-droite, souvent américains, qui s'installent fréquemment dans les colonies « idéologiques ».
En 1982-1985, c'est la première immigration des Juifs d'Éthiopie (Falashas).
Dans les années 1990, une dernière vague amène un million de Juifs (ou de « demi-juifs ») de l'ancienne URSS après l'effondrement de celle-ci. Elle s'accompagne d'une immigration de Juifs d'Éthiopie, et toujours d'une petite immigration en provenance des pays occidentaux, plutôt dominée par des nationalistes religieux très motivés. C'est la plus grande vague d'immigration de l'histoire de l'État d'Israël. Pourtant, l'intégration s'est beaucoup mieux passée que lors des vagues massives de la création d'Israël : l'économie était beaucoup plus forte et la population beaucoup mieux formée (sauf l'immigration éthiopienne).
En 2005, la population juive estimée de Eretz Israël, colons compris, comprend un peu moins de 5 300 000 de Juifs (estimation : CIA World Factbook).

### Émission de radio
- Thomas Legrand avec Vincent Lemire, « Le sionisme » [audio], sur En quête de politique, France Inter, Radio France, 4 novembre 2023 (consulté le 27 février 2024).